# Mombasa
Pour les articles homonymes, voir Mombasa (homonymie).
Mombasa (anciennement en français Mombasse) est une ville portuaire du sud du Kenya sur l'océan Indien ; c'est le chef-lieu du comté de Mombasa. Elle se trouve à 440 km au sud-est de la capitale Nairobi.
Mombasa comprend la vieille ville, située sur une petite île — Mvita — de 14,1 km2 formée par la confluence de deux estuaires et dont la côte sud-est est bordée par l'océan. Cette île est flanquée d'une zone métropolitaine plus récente d'une superficie de plus de 200 km2, qui s'est développée sur le continent. Cette nouvelle zone est reliée à Mvita par des ponts et des bacs.
En 2009, la population de Mvita est de 75 153 habitants et celle de l'agglomération est de 939 370 habitants ce qui en fait, après Nairobi, la deuxième agglomération du Kenya au regard de la population.

## Géographie physique
L'île de Mombasa est située entre deux estuaires (Port Reitz Creek, à l'ouest, et Tudor Creek, au nord et à l'est) qui la protègent des rigueurs de l'océan et forment une passe dans la barrière de corail, permettant la circulation des bateaux. L'eau y est suffisamment profonde pour autoriser l'amarrage de navires d'un tirant d'eau de 4 m alors qu'aucun des cours d'eau alimentant ces deux estuaires n'est adapté à la navigation commerciale.
Il est d'usage courant, dans les guides touristiques et les agences de voyages, de qualifier de « côte Sud » la partie du littoral située au sud de l'île de Mombasa, c'est-à-dire à partir de Likoni (soit moins d'un cinquième de la côte kényane), et de « côte Nord » tout le reste à partir de Kisauni. Ces appellations, qui n'ont absolument rien d'officiel, datent de l'époque où Mombasa était le point de départ obligé pour tout voyageur voulant accéder à la côte kényane au départ de Nairobi. Bien que Malindi et Lamu — sur la « côte Nord » — soient maintenant directement accessibles au départ des deux aéroports de Nairobi, ces dénominations sont restées ancrées dans l'usage.
| Changamwe | Kisauni         | Kisauni      |
| Likoni    | Mombasa (Mvita) | Kisauni      |
| Likoni    | Likoni          | Océan Indien |

### Hydrographie

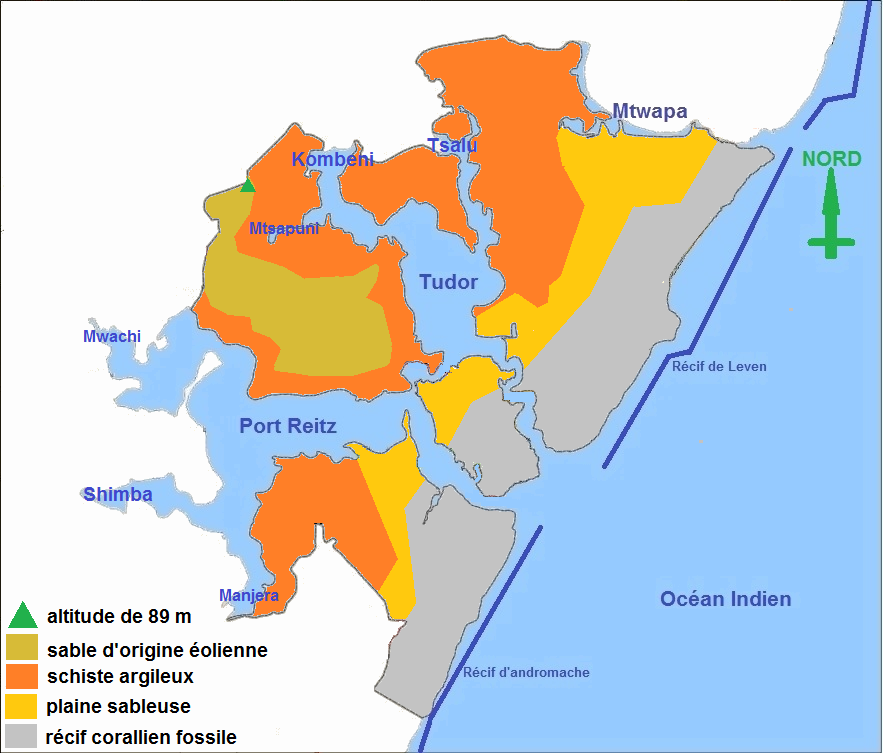
Hydrographie et géologie de Mombasa.

Si l'île de Mombasa, en elle-même, ne comporte aucun cours d'eau, l'agglomération englobe trois bassins versants de l'océan Indien :
- l'estuaire de Port Reitz alimenté par :
  - le Mwachi qui s'écoule du comté de Kwale,
  - le Shimba qui s'écoule du comté de Kwale ;
- l'estuaire de Tudor alimenté par :
  - le Kombeni qui s'écoule du comté de Kilifi,
  - le Tsalu qui s'écoule du comté de Kilifi ;
- l'estuaire de Mtwapa (rive sud) alimenté par :
  - le Lwandani qui s'écoule du comté de Kilifi.

Mombasa est l'une des villes les plus exposées d'Afrique à la montée des eaux due au réchauffement climatique.

### Relief et géologie
Dans l'océan Indien, le littoral est barré par les récifs coralliens d'Andromache sur la « côte Sud » et de Leven sur la « côte Nord » avec une passe récifale face à l'île de Mombasa et une autre face à l'estuaire de Mtwapa.
Précédé par une plage de sable blanc formé par les débris coralliens et de coquillages et n'allant jamais au-delà des soixante mètres de largeur, le littoral est une côte basse qui dépasse rarement les vingt mètres de hauteur. La côte de l'île, quant à elle, ne possède pas de plage et est constituée d'une falaise haute de 6  à   8 m d'origine corallienne.
Si l'altitude la plus basse est l'océan Indien, la plus élevée de l'île est de 18 m sur Nyerere Avenue (« avenue Neyrere ») (39° 40′ 15″ N, 4° 03′ 53″ O) et la plus élevée de l'agglomération est au lieu-dit Kisimani (dans la division administrative de Changamwe) à 89 m (3° 58′ 21″ S, 39° 35′ 07″ E).
Du point de vue géologique, le sous-sol est divisé en trois zones à partir du rivage océanique :
- sur une largeur variant entre un kilomètre, au nord de l'agglomération, et trois kilomètres, au sud, le sous-sol est composé du récif corallien fossile formé au Pléistocène sur une profondeur pouvant atteindre les cent mètres. Celui-ci est par ailleurs exploité par la société Bamburi Cement Limited au nord de l'agglomération, en bordure du parc Haller ;
- une plaine côtière sableuse molassique large d'entre un et cinq kilomètres, formée au Crétacé, offre ses plus grandes largeurs en bordures des trois estuaires ;
- une zone de schiste argileux formé au Jurassique, recouverte d'une couche sableuse d'origine éolienne, se trouve dans la division administrative de Changamwe ; c'est au nord de cette couche que les plus hautes élévations du relief se trouvent.

### Climat
| Mois                                | jan. | fév. | mars | avril | mai  | juin | jui. | août | sep. | oct. | nov. | déc. | année |
| ----------------------------------- | ---- | ---- | ---- | ----- | ---- | ---- | ---- | ---- | ---- | ---- | ---- | ---- | ----- |
| Température minimale moyenne (°C)   | 23,2 | 23,6 | 24,2 | 23,9  | 22,7 | 21,3 | 20,4 | 20,3 | 20,8 | 22   | 23,1 | 23,3 | 22,4  |
| Température maximale moyenne (°C)   | 32   | 32,3 | 32,6 | 31,2  | 29,3 | 28,4 | 27,7 | 27,9 | 28,8 | 29,6 | 30,6 | 31,6 | 30,17 |
| Précipitations (mm)                 | 33   | 15   | 56   | 163   | 240  | 80   | 70   | 66   | 72   | 97   | 92   | 75   | 1 059 |
| Nombre de jours avec précipitations | 4    | 2    | 5    | 10    | 14   | 10   | 11   | 9    | 9    | 10   | 9    | 7    | 100   |

| Diagramme climatique                                  |            |            |             |             |            |            |            |            |          |            |            |
| J                                                     | F          | M          | A           | M           | J          | J          | A          | S          | O        | N          | D          |
| 3223,233                                              | 32,323,615 | 32,624,256 | 31,223,9163 | 29,322,7240 | 28,421,380 | 27,720,470 | 27,920,366 | 28,820,872 | 29,62297 | 30,623,192 | 31,623,375 |
| Moyennes : • Temp. maxi et mini °C • Précipitation mm |            |            |             |             |            |            |            |            |          |            |            |

## Toponymie
La ville tient son nom de celui de l'île sur laquelle elle se trouve. L'explorateur marocain Ibn Battûta appelle cette île منبسي (Menbsa) dans un rihla datant de 1330 (ou 1331). Les Portugais l'ont traduit par Manbaça au XIVe siècle ou Manbasa vers la fin du XVe siècle. Ce serait la traduction arabe du swahili Mvita.
En swahili, elle était appelée Kisiwa cha mvita, ce qui peut signifier « Île des guerres des peuples », en raison de son histoire mouvementée, due à sa position stratégique, mais aussi « Île de Mvita », se référant alors à la personne de Shehe Mvita qui, selon la tradition orale des Thenashara Taifa (« Douze Nations ») de Mombasa,, serait le fondateur de la première agglomération urbaine sur l'île.
L'orthographe française d'avant l'indépendance du Kenya et selon le dictionnaire Larousse utilisait le nom propre Mombassa.

## Histoire
Sa position d'île côtière sur la route maritime des Indes a tôt fait de Mombasa une place stratégique convoitée par tous, notamment comme port d'embarquement de l'ivoire, de l'or et des épices, ce qui fut à l'origine d'une histoire très agitée pour la ville pendant près de 500 ans.

### Période pré-coloniale
Au Ier siècle, l'explorateur grec Diogène décrit, dans son récit Voyage en Afrique orientale, une bourgade qu'il dénomme « Rhapta » et dont la description topographique pourrait correspondre à celle de Mombasa. Cette mention est reprise par Claude Ptolémée, qui n'a jamais été sur place, dans son Traité de géographie et qui s'appuie sur les textes d'autres explorateurs tels Diogène ou Marinos de Tyr. Le codex anonyme Périple de la mer Érythrée, datant du Xe siècle, mais copie d'un texte plus ancien généralement daté de la première moitié du Ier siècle, mentionne aussi « Rhapta » mais la situe plus au sud.
Selon la tradition orale des Thenashara Taifaa, la fondation de Mombasa remonterait aux environs de l'an 900 apr. J.-C. et serait liée au personnage de Shehe Mvita, un Mijikenda musulman[source insuffisante] qui aurait succédé à la dynastie de Mwana Mkisi dont on ne connait rien sinon que la tradition le désigne comme de sexe féminin. C'est aussi cette date qui est reprise dans les manuels d'histoire au Kenya.
En 1151, l'explorateur et géographe arabe Al Idrissi en fait mention dans ses commentaires sur la carte VII de sa Tabula Rogeriana et mentionne que Mombasa « est une petite ville des Zendj et ses habitants sont spécialisés dans l'extraction du minerai de fer ».
En 1330 (ou 1331), l'explorateur marocain Ibn Battûta visite Mombasa lors d'un de ses nombreux périples, qui le mène le long de la côte swahilie jusqu'à Kilwa Kisiwani. Cette visite est décrite dans un rihla traduit en anglais et en français. Il s'agit de la source primaire authentique la plus ancienne brossant tant une description de la localité que des activités et coutumes de sa population ; il y décrit « une île très rurale sans dépendance territoriale sur le continent aux mosquées en bois et dont les habitants se nourrissent de bananes et de poisson ».
Vers 1418 et 1422, l'explorateur chinois Zheng He, lors des 5e et 6e voyages de la flotte des trésors, jette l'ancre à Mombasa.
Le 7 avril 1498, l'explorateur portugais Vasco de Gama y arrive et y reste six jours. En 1502, le cheikh local obtient l'autonomie territoriale vis-à-vis du sultanat de Kilwa.

### Période portugaise

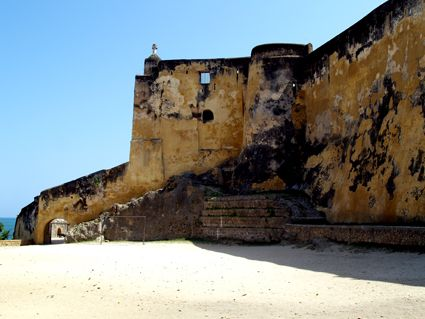
Le fort Jesus, patrimoine mondial de l'UNESCO.

Les Portugais, sous les ordres de Francisco de Almeida, pillent la ville en 1505 et, à nouveau, en 1528 avant de s'y établir en 1529. Ils raffermissent leur emprise en 1593 avec la construction du fort Jesus et de cinq autres fortifications plus modestes qui en font, ainsi, une place forte à vocation commerciale sur la route des Indes.
Dans les années 1600, le sultan Hassan est assassiné par les Portugais qui exilent son fils Yusuf, alors âgé de sept ans, à Goa où il est baptisé sous le nom de Dom Jerónimo Chingulia. Ramené à Mombasa, en 1626, par les Portugais, Chingulia est fait sultan mais dès le départ du premier capitaine de la place, Matheus Mendes de Vasconcellos, les relations s'enveniment rapidement entre son remplaçant, Pedro Leitao Gamboa, et le nouveau sultan. Ce dernier, qui a repris la foi musulmane et adopté le nom de Muhammad Yusuf, attaque le fort Jesus le 15 août 1631 et, pendant six jours, massacre les 150 personnes formant la population portugaise de l'île ainsi que 72 Africains. Les Portugais envoient une expédition pour reconquérir la place mais abandonnent après deux mois d'un siège qui aura duré du 10 janvier au 19 mars 1632. Le 16 mai de la même année, Muhammad Yusuf abandonne Mombasa pour devenir pirate. Le 5 août suivant, une petite troupe portugaise commandée par le capitaine Pedro Rodrigues Botelho, et venue de Zanzibar, atteint Mombasa et réoccupe le fort. Cette occupation dure jusqu'en décembre 1698 et permet aux occupants d'effectuer d'importants travaux de rénovation et d'aménagement en 1635 et 1648.

### Période omanaise

Extension maximale du sultanat de Mascate et Oman au XIXe siècle.

En février 1661, les troupes du sultan d'Oman, Sultan bin Saif Ier, saccagent la ville mais sans oser s'attaquer au fort Jesus. Le 13 mars 1696, une nouvelle expédition omanaise, ordonnée par Saif Ier bin Sultan, atteint Mombasa et entreprend le siège du fort. Malgré une tentative de rompre le blocus, entre septembre et octobre 1697, par les frégates portugaises Santo António de Tanna et Nossa Senhora do Vale, le siège perdure jusqu'à l'attaque décisive du 13 décembre 1698 alors que la garnison est réduite à un capitaine, neuf soldats et un prêtre. Les huit derniers défenseurs se rendent à 7 h du matin dès que le capitaine est tué par les assaillants. Le 20 décembre suivant, une flotte portugaise parvient au large de Mombasa mais il est trop tard. Avec la conquête de la ville et du fort, toute la côte de Zanguebar tombe sous la domination des sultans d'Oman. Hormis une brève période allant du 16 mars 1728 au 26 novembre 1729 pendant laquelle les Portugais reprennent possession de la ville, grâce à une mutinerie des soldats africains du fort, ils sont chassés définitivement en 1832 sous l'impulsion du sultan Saïd ben Sultan al-Busaïd.

À la même époque, l'Encyclopédie de Diderot et d'Alembert décrit ainsi « Monbaza » : 

« MONBAZA, (Géog.) île de la mer des Indes, sur la côte occidentale d’Afrique, & séparée du continent par les bras d’une riviere du même nom, qui se jette dans la mer par deux embouchures. Cette île à qui l’on donne douze milles de circuit, abonde en millet, riz, volaille & bestiaux. Il y a quantité de figuiers, d’orangers & de citronniers ; elle fut découverte par Vasco de Gama, Portugais en 1598. Il y a dans cette île une petite ville à laquelle elle donne son nom.
Monbaza, (Géog.) ville d’Afrique dans l’île de même nom, avec un port & un château où réside le roi de Mélinde [Malindi], & le gouverneur de la côte. François Almeida prit & saccagea cette ville en 1505 ; mais les Arabes en chasserent les Portugais en 1631. Enfin, en 1729. les Portugais s’y sont établis de nouveau. »

À la mort de Saïd ben Sultan al-Busaïd, le 19 octobre 1856, Majid ben Saïd — le benjamin des deux enfants masculins — prend le contrôle de la partie sud du sultanat de Mascate et Oman et, ainsi, de Mombasa.
Cette partie, le sultanat de Zanzibar, devient officiellement indépendante le 6 avril 1861.
En 1869, l'ouverture du Canal de Suez signe l'arrêt de mort de la route des Indes par le canal du Mozambique : en quelques décennies, les milliers de navires de commerce qui faisaient chaque année escale à Mombasa se déroutent vers l'Égypte, et la manne financière que représentait l'activité portuaire diminue brutalement, entraînant une importante récession économique pour tous les ports de la côte swahilie.

### Période britannique

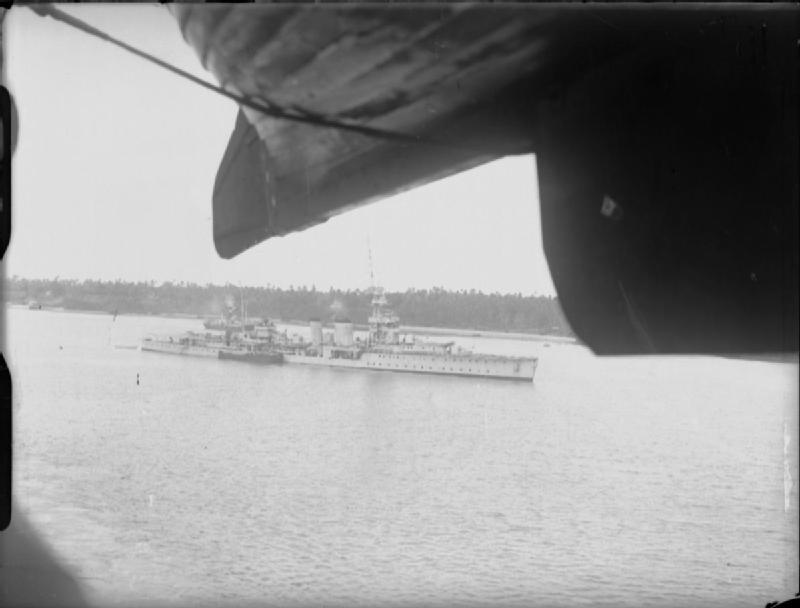
Le HMS Ceres de la Royal Navy dans le port de Kilindini pendant la Seconde guerre mondiale.

En 1895, le sultanat passe sous contrôle britannique, et, de 1898 à 1905, Mombasa devient la capitale de l'Afrique orientale britannique, dont elle constitue également le principal port. Les travaux de construction du chemin de fer de l'Ouganda débutent en 1896 à Mombasa et se terminent en 1901 à Kisumu mais la mise en service ne débute qu'en 1903.
La création de cette ligne de chemin de fer n'est pas étrangère au passage par Mombasa au début du XXe siècle de deux Européennes au destin hors du commun. Berthe Cabra, la première femme à avoir traversé l'Afrique longitudinalement, y débarque en 1905 ainsi que la baronne et romancière Karen von Blixen-Finecke qui fera de même (la première fois en 1914).
Au début de la Première Guerre mondiale, la troupe impériale de protection de l'Afrique orientale tente de prendre le contrôle de Mombasa mais elle est arrêtée et repoussée par les King's African Rifles en septembre 1914 à Gazi, 60 km au sud. Le port de Kilindini sert alors de base secondaire aux navires de la Royal Navy de Zanzibar ainsi que, en 1916, de base d'approvisionnement à une partie des troupes de la Force publique engagées dans leur campagne en Afrique de l'Est.
En 1920, l'Afrique orientale britannique est dissoute et devient la colonie et protectorat du Kenya. Mombasa devient le chef-lieu du protectorat jusqu'au 12 décembre 1963, date de l'indépendance du Kenya.
Le déclenchement de la Seconde Guerre mondiale pousse les troupes du génie militaire de l'armée sud-africaine à construire l'aérodrome militaire de Port Reitz Airport (le futur aéroport international Moi) utilisé comme une base terrestre pour la Fleet Air Arm de l'Eastern Fleet elle-même basée en partie, dès 1942, dans le port de Kilindini. C'est également une base pour la Royal Air Force qui opère des missions de lutte anti-sous-marine le long de la côte de l'Afrique de l'Est ainsi que pour la force aérienne sud-africaine qui est engagée dans la guerre contre l'Italie et l'Abyssinie.

### Période kényane
Dès l'indépendance le 12 décembre 1963, Mombasa est désignée comme le chef-lieu de la région puis de la province de la Côte avant de devenir, le 28 mars 2013, celui du comté de Mombasa.
En 1969, est créé ce qui est devenu la deuxième plus importante criée au thé mondiale.
En 1980, est inauguré le Nyali Bridge (« pont de Nyali »), entre les quartiers de Manyimbo et de Kongowea, en remplacement du pont flottant construit 800 m plus en aval en 1931.
Entre juillet et septembre 1994, l'aéroport de Mombasa est utilisé comme base de ravitaillement en kérosène pour les Lockheed C-141 et C-5 de la mission humanitaire américaine Operation Support Hope venant d'Europe et à destination du Rwanda.
En 2002, Mombasa et sa région sont le théâtre d'un double attentat organisé par Al-Qaïda. Le 28 novembre 2002, un attentat-suicide à la voiture piégée est commis contre le Paradise Hotel, situé en bord de mer à Kikambala et propriété d'un Israélien. L'explosion tue trois Israéliens et dix Kényans. Environ vingt minutes plus tôt, un missile surface-air avait été tiré en direction d'un Boeing 757 d'Arkia Israel Airlines. L'appareil, qui venait de décoller de l'aéroport international Moi, n'avait pas été touché et atterrira sans encombre à Tel Aviv.
Lors du référendum national du 4 août 2010 devant approuver ou non le texte de la nouvelle Constitution, les électeurs de Mombasa ayant participé au choix votent massivement en faveur de ce texte. 82 % de « oui » à Mvita (l'île de Mombasa) et 80,33 % dans les autres divisions administratives de ce qui était toujours en 2010 le district de Mombasa. Sur le plan national, cette nouvelle Constitution est adoptée par 70 % des votants.
Entre le mois d'août 2012 (avec l'assassinat d'un ouléma) et le 3 mars 2013, l'ancienne province de la Côte, et plus particulièrement Mombasa, est le théâtre d'assassinats perpétrés par le groupe indépendantiste Mombasa Republican Council avec comme point final la mort de douze personnes (dont six policiers) tombées dans une embuscade la veille de l'élection générale.
Afin de faire face à un trafic maritime de plus en plus important et d'admettre des porte-conteneurs de plus en plus grands, les autorités portuaires (Kenya Ports Authority) mettent en service en avril 2013 une nouvelle darse qui permet d'accueillir simultanément trois panamax et augmente la capacité de stockage de 250 000 EVP.
Le 27 janvier 2014, le président Uhuru Kenyatta commissionne le Kenya Marine and Fisheries Research Institute pour effectuer des recherches scientifiques en mer centrées sur les stocks de poissons grâce au navire océanographique RV Mtafiti offert en 2013 par le gouvernement de la Région flamande. Basé à Mombasa, il s'agit du premier navire de ce type dont se dote le Kenya ainsi que du mieux équipé en Afrique de l'Est.
Le 2 février 2014, la police investit, pendant la salâh, la mosquée Masjid Musa de Kinyozi, à laquelle appartenait l'ouléma assassiné en août 2012, et procède à l'arrestation de 129 personnes dont 29 qui resteront inculpées. Selon le chef de la police, des imams étrangers et fondamentalistes, proches du groupe Al-Shabbaab, y prêchaient le الحرب (Harb). En contestation, les jeunes musulmans manifestent pendant trois jours tandis que les plus radicalistes renomment la mosquée sous le nom de شهداء مسجد (Masjid Shuhadaa).

### Tableau chronologique
| Début            | Fin              | Entité                    | Remarque |
| ---------------- | ---------------- | ------------------------- | --- |
| 1529             | 15 août 1631     | Empire colonial portugais | |
| 15 août 1631     | 5 août 1632      | Sultanat de Mombasa       | sultan Muhammad Yusuf                                                                                         |
| 5 août 1632      | 13 décembre 1698 | Empire colonial portugais | |
| 13 décembre 1698 | 16 mars 1728     | Sultanat d'Oman           | |
| 16 mars 1728     | 26 novembre 1729 | Empire colonial portugais | |
| 26 novembre 1729 | 1741             | Sultanat d'Oman           | dynastie omanaise Yaarubi                                                                                     |
| 1741             | 1747             | Sultanat de Mombasa       | sultan Muhammad bin Othman al Marzu′i                                                                         |
| 1747             | 1747             | Sultanat d'Oman           | |
| 1747             | 1828             | Sultanat de Mombasa       | sous la protection de l'Empire britannique entre 1824 et 1826                                                 |
| 1828             | 1828             | Sultanat d'Oman           | sultan Saïd ben Sultan al-Busaïd                                                                              |
| 1828             | 1837             | Sultanat de Mombasa       | dynastie Marzu′i                                                                                              |
| 1837             | 19 octobre 1856  | Sultanat d'Oman           | |
| 19 octobre 1856  | 1er juillet 1895 | Sultanat de Zanzibar      | du 6 septembre 1888 au 1er juillet 1895, administré par la Compagnie britannique impériale d'Afrique de l'Est |
| 1er juillet 1895 | 23 juillet 1920  | Grande-Bretagne           | Afrique orientale britannique                                                                                 |
| 23 juillet 1920  | 12 décembre 1963 | Grande-Bretagne           | Colonie et protectorat du Kenya                                                                               |
| 12 décembre 1963 | 12 décembre 1964 | Dominion du Kenya         | gouverneur général Malcolm MacDonald                                                                          |
| 12 décembre 1964 | ce jour          | République du Kenya       | |

### Esclavage, ivoire et contrefaçon

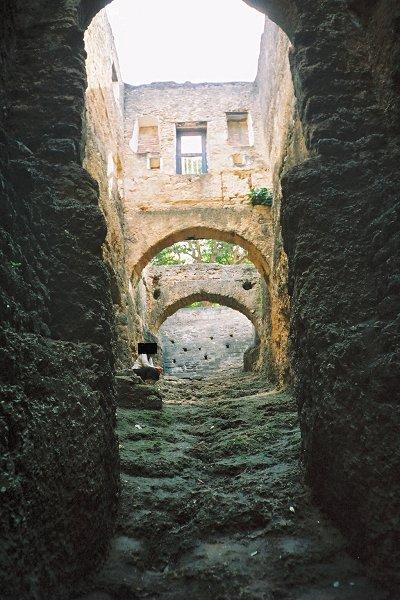
Le passage des arches dans le fort Jesus.

Aucune source n'indique que Mombasa ait été un port d'embarquement d'esclaves avant la construction du fort Jesus par les Portugais. Après la construction du fort, elle ne le fut que de manière accessoire, le trafic se faisant principalement au départ des ports de Kilwa Kisiwani et Zanzibar, au sud, et Mogadiscio, au nord. Lors de leur embarquement, les esclaves étaient transférés de leurs cellules vers le navire négrier par un escalier appelé « passage des arches » (« Passage of the arches »). Il en fut ainsi jusqu'en 1907 et l'abolition de l'esclavage sur le territoire de l'Afrique orientale britannique.
Marginal jusqu'à l'arrivée de la Compagnie britannique impériale d'Afrique de l'Est en 1888, le commerce de l'ivoire d'éléphant prend une importance de plus en plus grande avec la construction de la ligne de chemin de fer entre Mombasa et Kisumu qui permet, dès 1902, l'acheminement aisé des défenses d'éléphant de contrées de plus en plus lointaines à l'intérieur du continent, et ce, jusqu'en 1989 date de l'interdiction internationale du commerce de l'ivoire.
Malheureusement, l'aéroport international Moi et, surtout, le port de Kilindini restent des portes d'expédition importantes pour les trafiquants, souvent liés à des triades chinoises. Les autorités kényanes ont saisi, entre janvier 2009 et décembre 2012 plus de 10 tonnes d'ivoire brut et façonné. Le 15 janvier 2013, la police a ainsi saisi, dans le port de Kilindini, 638 pièces d'ivoire, pour une valeur estimée à 1 160 000 USD, en provenance de Tanzanie et en route pour l'Indonésie.
Mombasa est aussi une porte d'entrée d'objets contrefaits en Afrique et aurait, selon l'agence anti-contrefaçon kényane (Anti-Counterfeit Agency), engendré, en 2008, un trafic pour une valeur de 650 Mrd d'USD. Selon l'ONUDC, elle est aussi une des portes préférées pour le trafic de stupéfiants et de médicaments contrefaits. Pour lutter contre ce fléau, les autorités portuaires (Kenya Port Autority) se sont équipées d'un matériel de surveillance et de contrôle des marchandises d'une valeur de 1,7 Mrd de Shilling kényan KES.

## Transports

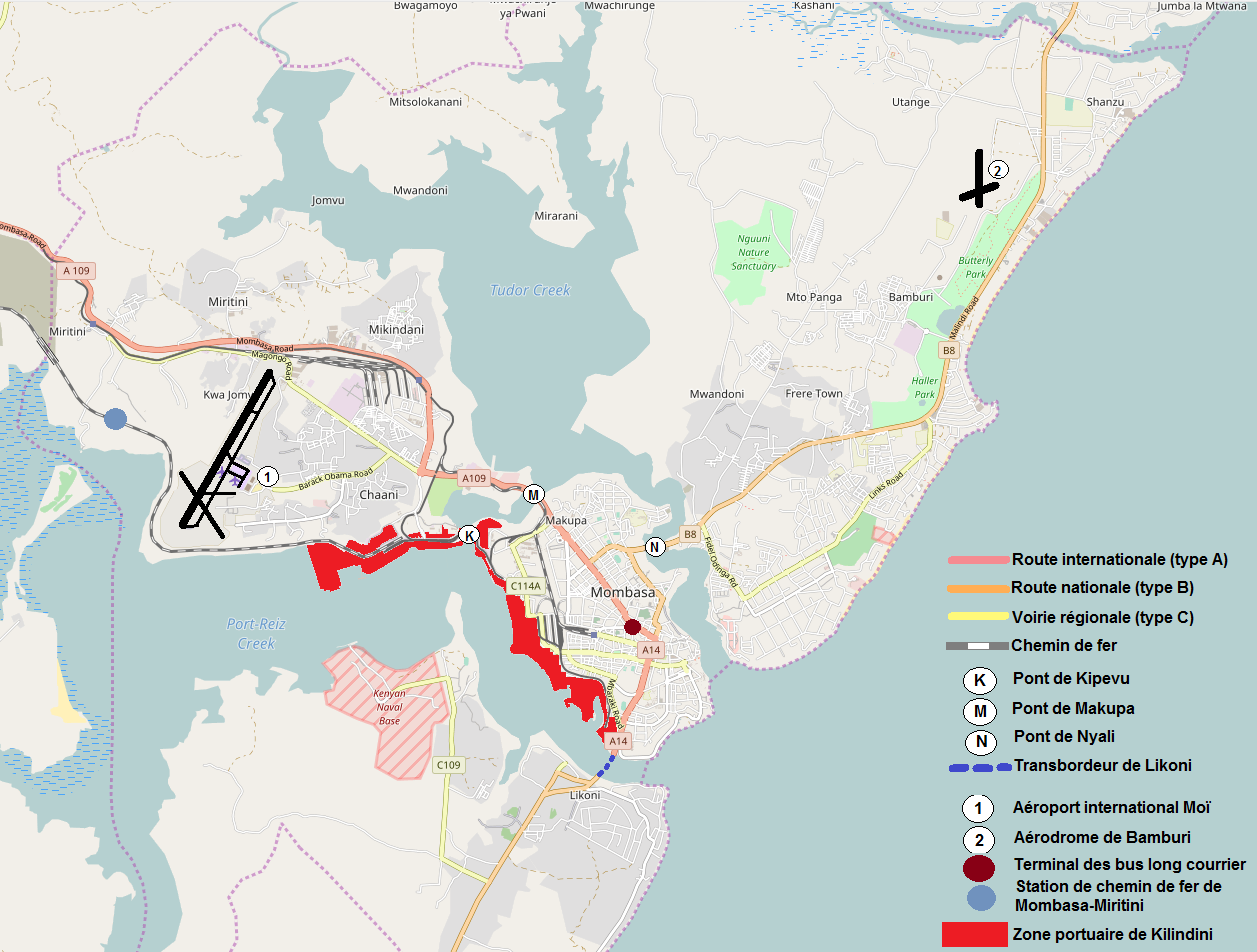
Voies de communication et transport à Mombasa.

### Voies routières
Mombasa est le point de départ de la route internationale A14 allant, suivant un axe SSO, jusqu'à la frontière tanzanienne. Ce point de départ est aussi le point d'arrivée de la A109 venant de Nairobi selon un axe nord-ouest. Cette A109 est aussi un tronçon de la Transafricaine 8 reliant Mombasa à Lagos au Nigeria. Outre ces deux routes internationales, l'île de Mombasa est aussi le départ de la route nationale B8 qui suit tout d'abord un axe NNE jusqu'au nord de Malindi avant de prendre la direction du nord jusqu'à la route A3 à l'ouest de Garissa.
L'île de Mombasa est reliée au continent par trois ponts routiers : le Makupa Bridge (« pont de Makupa ») sur la A109, le Nyali Bridge (« pont de Nyali ») sur la B8 et le Kipevu Bridge (« pont de Kipevu »). Ce dernier, doublé d'un pont ferroviaire, relie la zone sud du port de Kilindini à sa zone nord évitant ainsi la circulation de transit des poids lourds, entre les deux zones portuaires, par les rues de l'île. Celle-ci est aussi dotée d'un réseau routier très dense allant de larges avenues dont la plus célèbre est Moi Avenue (« avenue Moi »), bordée de ses tusks (des défenses d'éléphants géantes) en aluminium, jusqu'à des ruelles très étroites et non pavées. Hormis à Likoni et à Kongowea, le réseau routier est beaucoup moins dense dans les autres parties de l'agglomération de Mombasa.
Les travaux du projet de construction, pendant une durée de deux ans et pour un coût estimé à 40 milliards de KES, d'une voie périphérique entre la A109 à Miritini et la A14 à Ng'ombeni dans le comté de Kwale qui auraient dû être entamés en 2012 devraient débuter en septembre 2014. Cette liaison routière en chaussée simple, appelée « Mombasa Southern Bypass » longue de 19,8 km aura une bretelle donnant accès à une autre liaison de 5,7 km jusqu'à la partie continentale du port de Kilindini. À terme, la circulation de transit entre Nairobi et la « côte Sud » n'empruntera plus le service de transbordement de Likoni qui est le maillon faible du réseau routier de par le frein qu'il forme contre la fluidité de la circulation routière et de par la menace de paralysie qu'il constitue pour une grande partie de l'activité économique et consécutive à des accidents, tels ceux de 1994 et de 2013 ou à des défaillances techniques comme en 2014.

#### Transport en commun
Le transport en commun urbain et suburbain est l'affaire des matatus, sorte de minibus typiques de l'Afrique de l'Est. Cependant, certaines lignes de matatus, dépassent largement les limites suburbaines et relient Mombasa à Malindi en deux heures de trajet.
Malgré la nouvelle réglementation routière leur imposant, entre autres, l'installation d'un système limitant leur vitesse maximum à 80 km/h, et entrée en vigueur le 14 avril 2014, seuls 600 des 3 500 matatus que compte Mombasa sont en ordre à cette date. Une des conséquences immédiates est le doublement des tarifs urbains opéré par les propriétaires de véhicule en ordre de réglementation. Une autre innovation est l'entrée en service, à partir du 1er juillet 2014, d'un système de payement électronique grâce à la carte prépayée My 1963. Après Nairobi, Mombasa est la deuxième ville kényane où les sociétés de matatus adoptent ce moyen de payement.
Pour les trajets plus longs (Dar es Salam, Nairobi, Lamu), il existe des compagnies privées d'autocars dont le terminus est situé Mwembe Tayari Road (« route Mwembe Tayari ») en plein cœur de Mvita.

#### Taxi et transport partagé
En 2013, le taxi est le moyen de transport le plus cher ; il en coûte entre 1 000  et   1 600 KES entre l'aéroport et le centre de Mvita soit une distance d'environ 9 km. On trouve aussi de très nombreux tuk-tuks (tricycles à moteur dotés d'une cabine pour les passagers, entre 70  et   ~100 KES la course), des pikipikis et des boda-bodas (motos ou vélos taxis, respectivement ~50  et   ~20 KES la course).

### Transport aérien
Situé sur le continent, à Changamwe, l'aéroport international Moi est le deuxième plus important aéroport du Kenya. Il est relié à l'île de Mombasa par la route C110 puis par la route A109. Sa piste principale axée NNE permet aux avions de ne jamais survoler ni les zones densément peuplées ni les zones industrielles. Doté de trois terminaux pour passagers et d'un terminal pour avions-cargo, ses chiffres statistiques pour 2009 montrent 19 000 mouvements d'avions, un trafic passagers de 1 114 000 voyageurs et un trafic marchandises de 6 432 tonnes.
Un second site aéroportuaire, l'aérodrome de Bamburi, est situé dans le quartier éponyme. Sa piste asphaltée sans marquage n'accueille que des vols nolisés organisés entre autres par Airkenya Express au départ de l'aéroport Wilson à Nairobi.

### Transport ferroviaire
La station de Mombasa est le terminus de la ligne, à voie unique, construite entre 1896 et 1902, venant de Nairobi en passant par la partie aval du pont de Kipevu. Cette ligne est empruntée trois fois par semaine dans chaque sens par le train de voyageurs Jambo Kenya Deluxe,. Deux autres gares, Miritini et Changamwe situées sur cette ligne n'ont qu'une fonction de gare marchandises. La zone portuaire de Kilindini est largement munie d'embranchements ferroviaires permettant le trafic des marchandises.

### Transport fluvial et maritime

#### Le transbordeur de Likoni
L'île de Mombasa est reliée à la « côte Sud » par le service de transbordement de Likoni. Inauguré en 1937, il fait la jonction, sur une distance de 500 m, entre les quartiers de Mzimle et de Likoni sur l'itinéraire de la route A14. Le service, rendu par les Kenya Ferry Services, est assuré simultanément dans chaque sens 24 heures sur 24 et 7 jours sur 7, à des cadences dépendantes du moment du jour, par quatre transbordeurs. Il est gratuit pour les piétons et payant pour les véhicules à moteur. Seuls sont interdits les camions-citerne pour le transport de matières dangereuses circulant chargés.
Parallèlement, un transport uniquement pour piétons, et aussi gratuit, fonctionne avec un seul transbordeur entre le quartier de Kilindini et celui de Mtongwe à Likoni durant les heures de pointe du matin et du soir.
La moyenne journalière d'unités transportées en 2012 est de 300 000 piétons et de 6 000 véhicules à moteur. Le prix de la traversée, en 2013, varie entre 40 KES pour une motocyclette à 7 950 KES pour un tracteur routier accompagné de sa semi-remorque chargée en passant par 90 KES pour une automobile ou 200 KES pour un véhicule tout-terrain.

#### Le port Kilindini
Le port de Mombasa (Kilindini Harbour), dont l'UN/LOCODE est « KEMBA », est, toujours en 2013, le port maritime le plus important de l'Afrique de l'Est. Il constitue l'entrée maritime, non seulement du Kenya mais aussi de pays sans accès à la mer, comme l'Ouganda (90 % de ses importations transitent par Kilindini), le Burundi ou le Rwanda ; les marchandises y sont acheminées soit par la ligne de chemin de fer Mombasa-Nairobi-Tororo, soit par la route transafricaine A8 via la ville frontière de Malaba où environ 700 camions traversent quotidiennement cette frontière.
Cependant, à terme, il pourrait être dépassé par le port de Bagamoyo en Tanzanie où l'État chinois investit 10 milliards d'USD depuis 2013. Afin de faire face à cette situation, les autorités portuaires (Kenya Ports Authority) ont mis en service en avril 2013 une nouvelle darse qui permet d'accueillir simultanément trois panamax tout en augmentant la capacité de stockage de 250 000 EVP. D'autre part, entamé en 2014 le dragage de l'entrée du port doit faire passer la capacité d'accès aux porte-conteneurs de 4 500  à   6 000 EVP.
Avec un mouvement de 903 000 EVP, le « Classement mondial 2012 » du magazine Container Management place Mombasa à la 5e place au niveau africain et à la 117e place au niveau mondial.
Ses chiffres statistiques pour 2009 indiquent 1 748 mouvements de navires, un trafic passager de 12 145 voyageurs et un trafic marchandises de 618 816 EVP représentant une masse de 18 957 000 tonnes (2 449 000 tonnes à l'exportation et 16 508 000 tonnes à l'importation). La part la plus importante des exportations est représentée par le thé et le café avec 605 000 t et celle des importations par les produits pétroliers avec 5 671 000 t. Selon un porte-parole du ministère du Transport et des Infrastructures, le trafic marchandise fut de 22 500 000 tonnes en 2013 et devrait atteindre les 23 000 000 tonnes en 2014.

## Urbanisme
Comme dans beaucoup de métropoles, il est parfois malaisé de distinguer la ville originelle, ici l'île de Mombasa, de son aire urbaine. À l'instar de Paris, c'est une cité-comté.
En 2009, l'occupation des 229,6 km2 de superficie bâtissable de l'agglomération est de 90 % à caractère urbain.

### Divisions administratives et quartiers

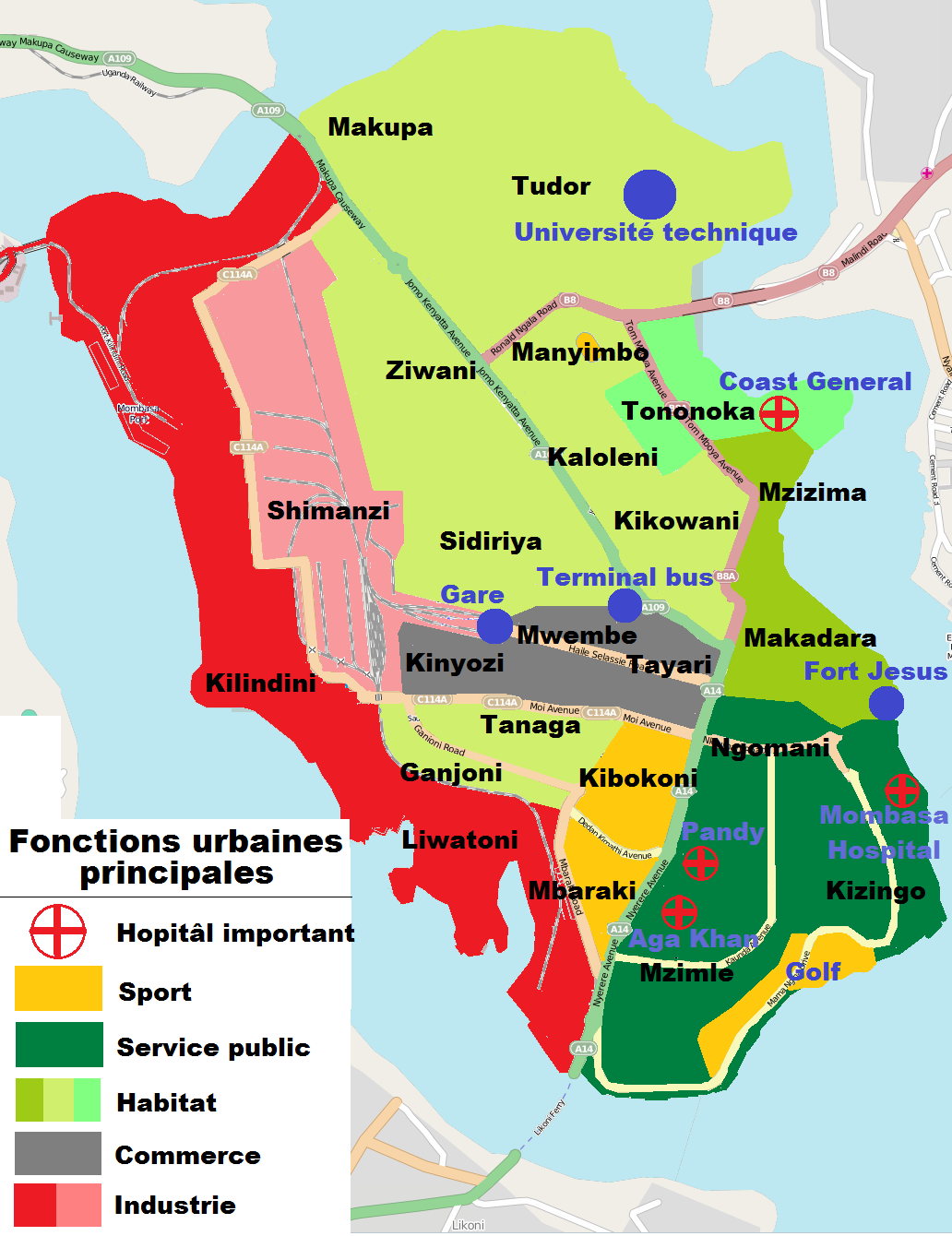
Localisation des fonctions urbaines de Mvita.

Les quartiers répertoriés dans chacune des quatre divisions administratives sont décrits pour leur fonction urbaine et non comme sous division administrative.

#### Mvita
La division administrative de Mvita, d'une surface de 14,1 km2 et d'une densité de population de 1 170 hab./km2, correspond physiquement à l'île de Mombasa.
- Makadara et Mzizima : situés le long de l'estuaire de Tudor, au nord du fort Jesus, ces deux quartiers constituent la ville originelle. Ils sont peuplés d'un grand nombre de descendants d'anciens soldats baloutches amenés dans les années 1840 par Saïd ben Sultan al-Busaïd afin de maintenir l'ordre à Mombasa[56]. Le nom de Makadara, qui en swahili signifie « pouvoir, force », est dérivé de l'arabe القدر--الخاص بك--الرحمن (Qadr-ur-Rahman) qui signifie « destin de Dieu ».
- Kizingo, Ngomani et Mzimle : situés au sud du fort Jesus, ils sont considérés comme les principaux quartiers résidentiels et administratifs. La State House de Mombasa, le quartier général de la police, le palais de justice, le conseil municipal et le Mombasa Hospital sont situés à Kizingo tandis que l'hôpital universitaire Aga Khan Hospital et le Pandya Memorial Hospital ainsi que, sur le front de l'océan, un golf à neuf trous et le jardin public Mama Ngina Park sont localisés à Mzimle. De nombreux établissements d'enseignement sont aussi installés dans ces trois quartiers[note 8]. La deuxième plus importante criée au thé mondiale est, quant à elle, installée à Ngomani[19].
- Mbaraki Est et Kibokoni : pratiquement vides d'occupation permanente, ces quartiers sont occupés par la plupart des installations sportives de Mvita dont celles du Mombasa Sports Club.
- Ganjoni et Tangana : ces deux quartiers résidentiels de milieu de gamme se trouvent au sud de Moi Avenue (« avenue Moi »).
- Kinyozi, Mwembe et Tayari : au nord de l'avenue Moi, ce sont les principaux quartiers commerciaux ou l'on trouve aussi la gare terminus de la ligne de chemin de fer Nairobi - Mombasa et la gare routière des autocars.
- Kikowani, Sidirya, Ziwani, Kwakiziwi, Kaloleni et Manyimbo : dans ces quartiers situés au centre de Mvita alternent commerces et habitations. C'est à Manyimbo que se trouve le stade municipal de Mombasa.
- Tononoka : ce quartier résidentiel de haut de gamme est coincé entre la vieille ville et le Nyali Bridge (« pont de Nyali »). C'est aussi ici que se trouve le 2e plus grand hôpital public du Kenya, le Coast General Hospital.
- Tudor et Makupa : ces quartiers résidentiels pour classe moyenne sont situés entre le Makupa Bridge (« pont de Makupa ») et le pont de Nyali. L'Université technique de Mombasa (Technical University of Mombasa) est installée à Tudor.
- Shimanzi : il s'agit d'une zone industrielle et de logistique de 100 ha bordant l'est du port de Kilindini.
- Kilindini, Liwatoni et Mbaraki Ouest : ces quartiers constituent la zone portuaire le long de l'estuaire de Port Reitz. C'est à Liwatoni que le Kenya Ports Autority donne des formations spécialisées à tous les membres de son personnel au Bandari College[57].

#### Changamwe

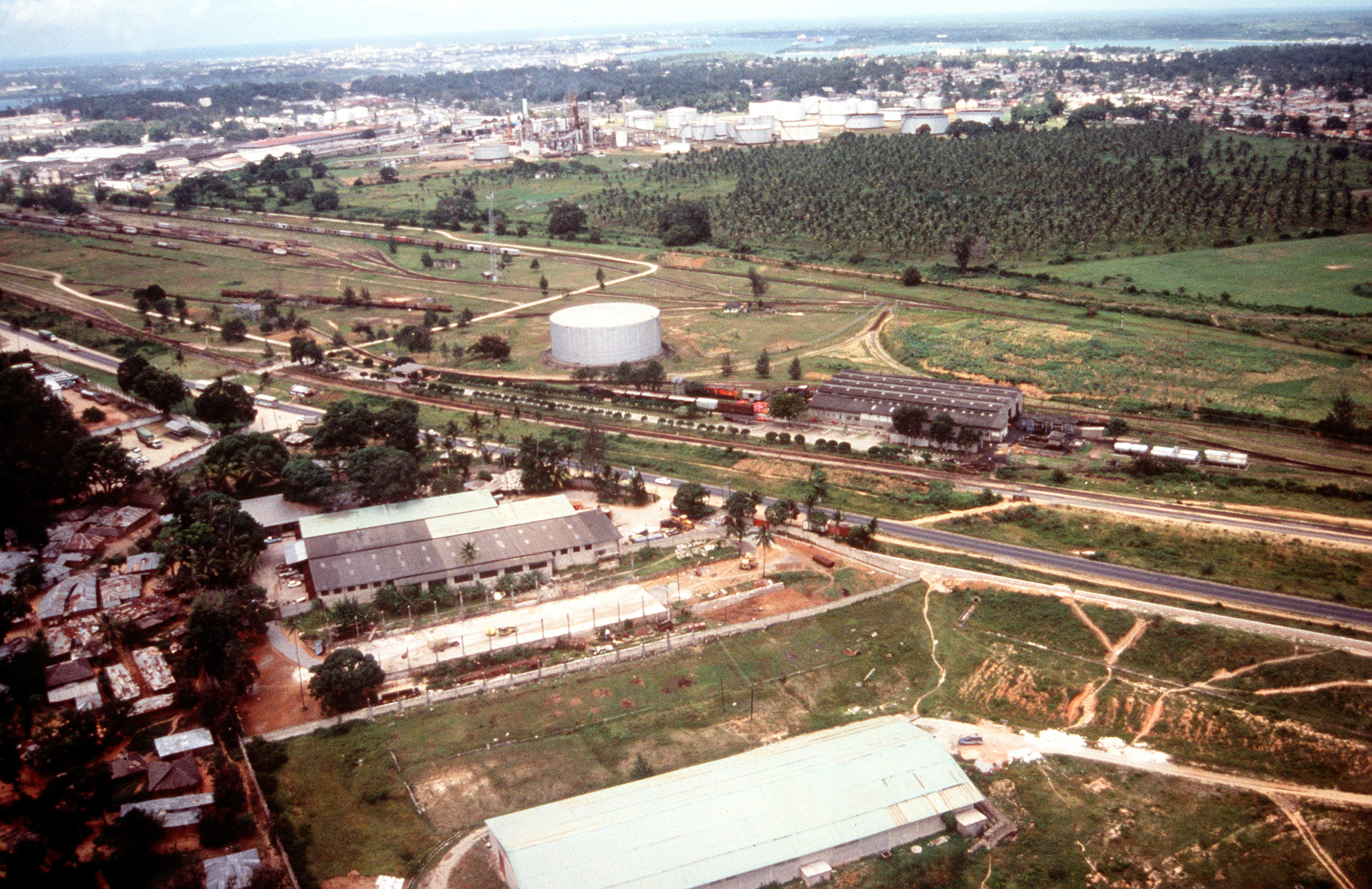
La gare marchandises et, en arrière-plan, la raffinerie de Changamwe en 1994.

La division administrative de Changamwe, d'une surface de 54,5 km2 et d'une densité de population de 1 588 hab./km2, constitue l'arrière-pays de l'agglomération et sa partie la plus densément peuplée.
- Kipevu : situé le long de l'estuaire de Port Reitz, c'est la partie continentale du port de Kilindini. C'est aussi ici que se trouve un complexe de trois unités de production de biocarburant dont la plus récente, opérationnelle depuis le 6 mars 2011 et avec une capacité de production de 117 MW, est la plus puissante de l'Afrique de l'Est[58].
- Changamwe : c'est une zone vouée à l'industrie qui abrite une vaste zone industrielle englobant, entre autres, une raffinerie de pétrole et un lotissement principalement occupé par les travailleurs de cette raffinerie. C'est aussi la porte d'entrée de l'aéroport international Moi.
- Chaani et Migadini : situé au sud de la Airport Road (« route de l'aéroport »), c'est un des bidonvilles suburbains de la cité. C'est ici, à Migadini, qu'est implantée la Highgate Academy Secondary School, la seule école secondaire établie dans un des bidonvilles de Mombasa.
- Port Reitz : localisé le long de l'estuaire éponyme, il ressemble à un village de banlieue. Il inclut un petit hôpital public (District Hospital), une école publique primaire pour enfants atteints d'un handicap physique, la Port Reitz School for the Physically Handicapped, ainsi qu'une petite plage appelée Poor Man's Beach surtout fréquentée par les habitants de Chaani et de Migadini.
- Magongo : situé au nord de la route de l'aéroport et en bordure des installations aéroportuaires, il forme avec celui de Chaani-Migadini, le deuxième plus grand ensemble de bidonville de Mombasa.
- Mikindani : c'est un faubourg au nord de celui de Changamwe dont il est séparé par la route internationale A109. Ses habitants sont principalement occupés dans la zone industrielle voisine de Changamwe. Ici se mêlent habitations vétustes et bidonvilles comme ceux de Nairobi Aera, de Giriamani ou de Bangladesh[59] nommé ainsi parce que les 20 ha de terrain où il est situé appartenaient jadis à un Bangladais retourné dans son pays au début des années 1950[60].
- Miritini : ce secteur excentré de part et d'autre de la route internationale A109 est en voie de transformation en banlieue. Il est aussi connu sous l'appellation non officielle de Westland.
- Jomvu Kuu : cette bourgade le long de la rivière Mtsapuni, un petit affluent du Kombeni, est séparée de la banlieue de Miritini par une savane d'1,5 km. Ce relatif isolement a fait de cette bourgade le siège d'une circonscription électorale de 19 km2 pour 38 776 électeurs[note 9] et, ainsi, d'être représentée par un député à l'Assemblée nationale[61].

#### Kisauni

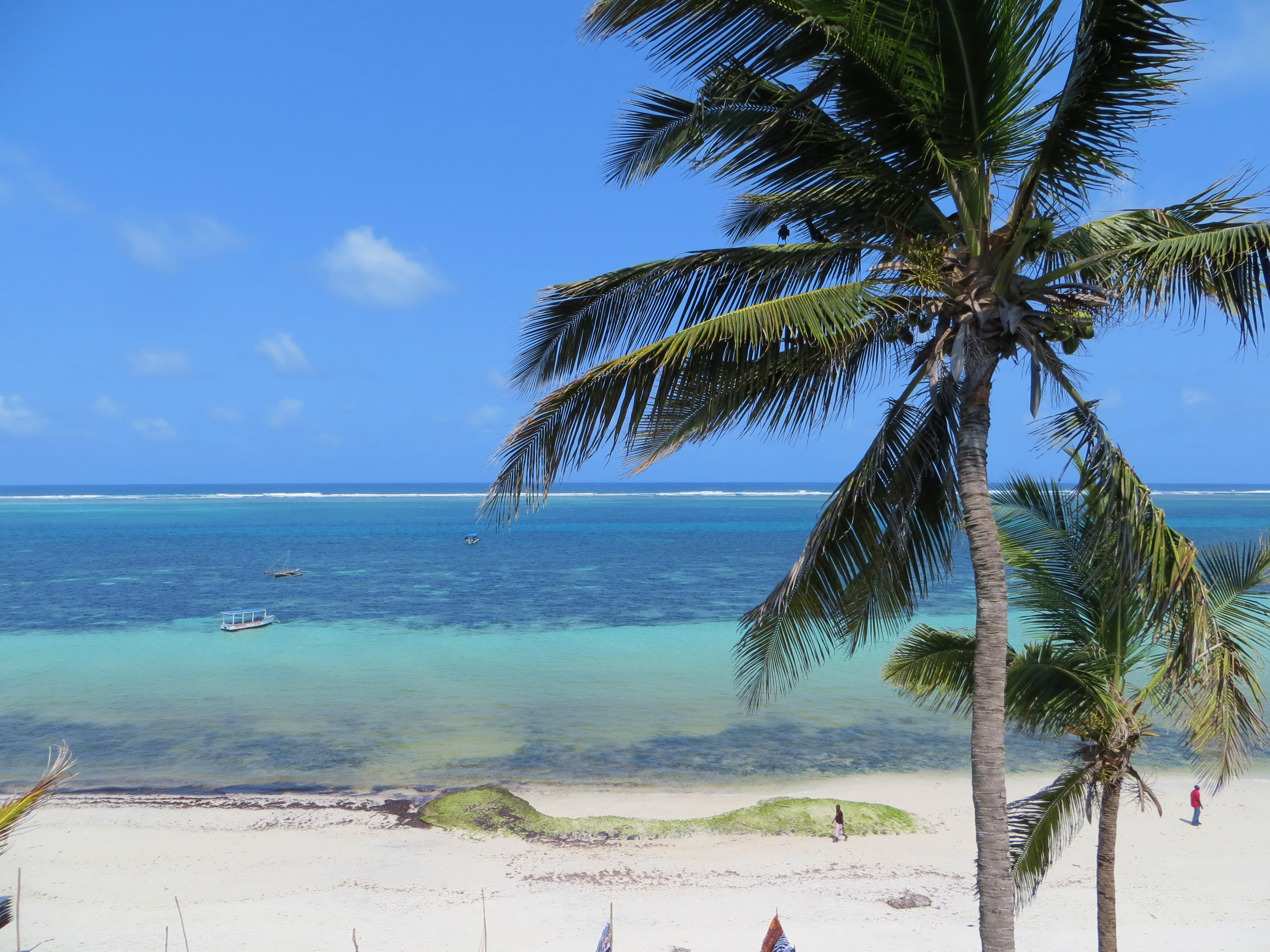
La plage de Nyali devant le Voyager Hotel.

La division administrative de Kisauni, d'une surface de 109,7 km2 et d'une densité de population de 1 024 hab./km2, constitue le point de départ de la « côte Nord ». C'est aussi la plus vaste division administrative et la moins densément peuplée de Mombasa.
- Kisauni et Kongowea : ce sont deux zones qui forment le plus grand bidonville suburbain de Mombasa. Densément peuplées, elles sont principalement habitées par des allochtones ayant migré vers l'important pôle économique que constitue Mombasa pour trouver du travail, notamment dans le secteur des services et celui de la manufacture. Ces allochtones sont, le plus souvent, regroupés selon leur origine dans des « villages » dont le nom rappelle cette origine tel Kisumu Ndogo (« Petit Kisumu ») ou une particularité du lieu tels Shauri Yako (« Votre installation »), Mnazi Mmoja (« Un (nombre) cocotier ») ou Bombolulu (« Perle de Veuve dominicaine »). La zone de Kongowea est adjacente au riche quartier de Nyali lequel emploie une partie des habitants du bidonville comme main-d'œuvre à faible coût en tant que gardiens, jardiniers, maçons ou domestiques. C'est aussi à Kongowea que l'on trouve, sur environ 4,75 ha, l'un des plus vastes marchés du Kenya mais aussi un complexe cinématographique équipé pour le cinéma numérique.
- Nyali : c'est un quartier résidentiel occidentalisé haut de gamme qui dispose d'un centre commercial, de banques, de bureaux de poste, de quelques-unes des institutions académiques les plus prestigieux de la côte kényane ainsi que de nombreux hôtels de luxe, villages de vacances et boîtes de nuit sur le front de mer. Cet aménagement du territoire incite les résidents et, surtout, les touristes à ne pas se rendre outre mesure sur l'île de Mvita souvent embouteillée[62]. Comme attraction touristique, on trouve, entre autres, le Mamba Village, le parc aquatique Wild Waters Amusement Park, le Nyali Golf Course de dix-huit trous et deux clubs de plongée sous-marine organisant des plongées sur le récif de Leven au départ des plages. Nyali accueille aussi une école publique secondaire pour adolescents atteints d'un handicap physique, la Mombasa Secondary School for the Physically Handicapped[63].
- Bamburi : ce faubourg situé au nord de celui de Nyali est un centre d'exploitation du récif corallien fossile situé en sous-sol pour la production de ciment par l'entreprise Bamburi Cement (qui appartient au groupe Lafarge) mais aussi la localisation d'un aérodrome régional accueillant des vols nolisés. Bamburi, caractérisé par ses grandes plages publiques très prisées (comme Jomo Kenyatta Public Beach) accueille nombre d'attractions touristiques comme le parc de loisirs Haller ou le centre culturel Ngomongo Villages[64] mais aussi le plus grand temple évangélique d'Afrique de l'Est d'une capacité de 30 000 places assises[65].
- Utange, Shanzu et Shimo La Tewa : ce sont les trois quartiers les plus septentrionaux de l'agglomération. Shangu, qui fut longtemps un bourg rural, est devenu un lotissement de villas cossues tandis qu'Utange est occupé par un bidonville d'aspect ouvert grâce aux nombreuses habitations flanquées d'un petit jardin potager et que Shimo La Tewa a conservé son aspect campagnard.

#### Likoni

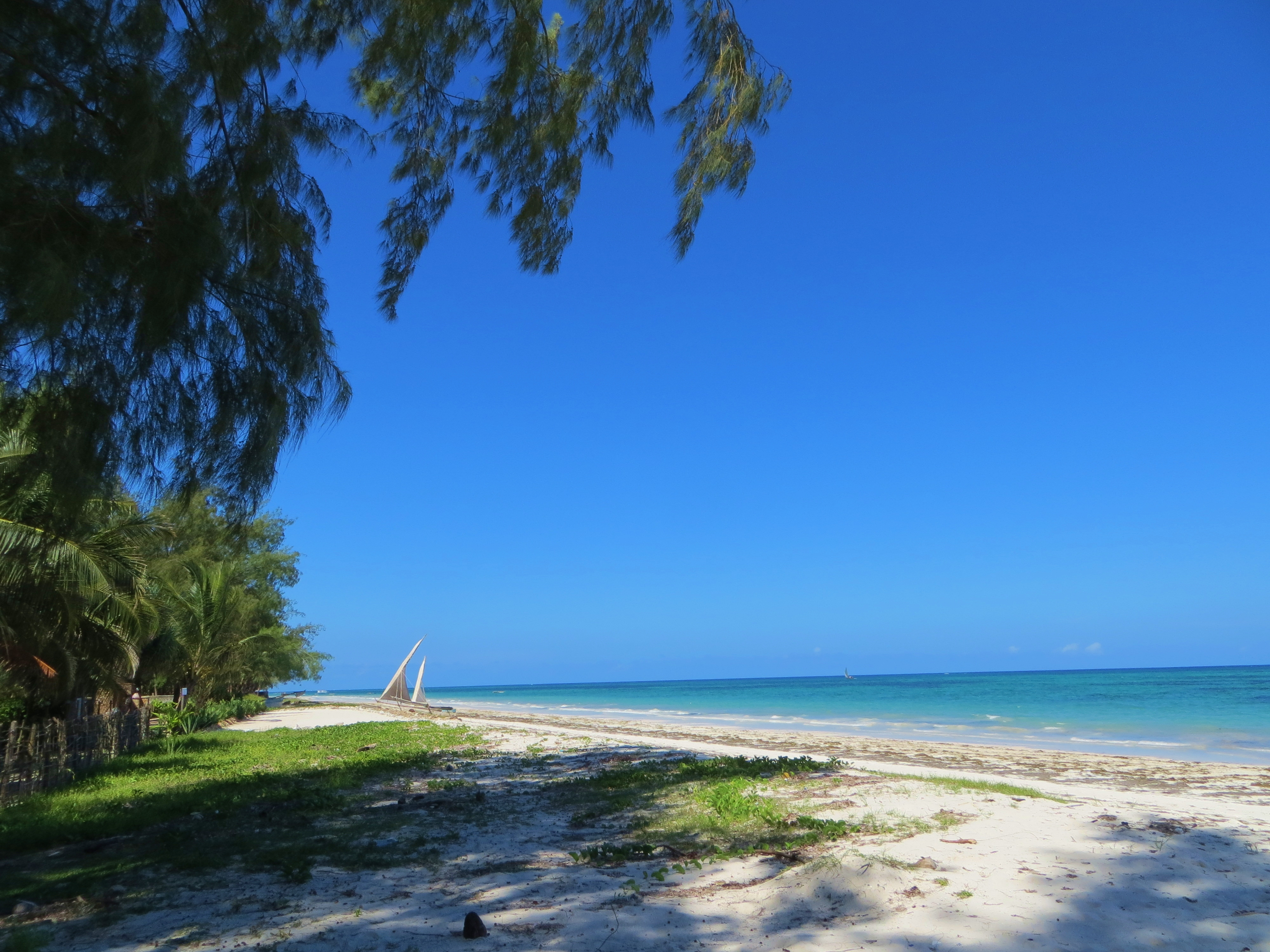
La plage de Diani au sud de Likoni, prolongement de Shelly Beach.

La division administrative de Likoni, d'une surface de 51,3 km2 et d'une densité de population de 1 040 hab./km2, constitue le point de départ de la « côte Sud ».
- Likoni : hormis une bande de terre d'environ 250 m sur le littoral appelée Shelly Beach occupée par des villages de vacances et des villas cossues, c'est un quartier à forte densité de population aux faibles revenus dont les habitants sont principalement occupés soit au port de Kilindini soit à Shelly Beach.
- Mtongwe et Kindunguni : espacés du quartier précédent par la route internationale A14 et séparés eux-mêmes par la crique de Mweza, ils forment un des bidonvilles suburbain de Mombasa Les occupants sont souvent des hommes seuls occupés pendant la semaine au port de Kilindini et rentrant dans leur famille pendant les week-ends.
- Mkunguni : ce lieu-dit le long de l'estuaire de Port Reitz est occupé en totalité — environ 300 ha — par la plus importante base navale des forces de défense kényanes.

### Logement
Pour une population qui s'élève, en 2009, à 939 370 habitants, l'agglomération de Mombasa compte 268 700 immeubles d'habitation construits légalement. Leur équipement s'établit principalement comme suit :
- 11,56 % des familles utilisent une prise d'eau de distribution intérieure au bâtiment, 41,29 % une prise d'eau extérieure et 22,01 % possèdent un puits à eau[66] ;
- 13,9 % des habitations sont reliées à une canalisation d'égout et 13,1 % possèdent une fosse septique[67] ;
- 59 % utilisent l'électricité du réseau électrique pour l'éclairage, 22,8 % une ou des lampes à pétrole, 16 % une ou des bougies et 0,1 % l'énergie solaire[68] ;
- 4,8 % ont un revêtement de sol en carrelage ou en pavage, 80,7 % en béton ou en ciment et 14,1 % en terre battue[69] ;
- 3,5 % ont une toiture de tuiles, 9,6 % en béton, 78,4 % en tôle ondulée et 4,4 % en makuti (« chaume de cocotier »)[70].

Le nombre de nouveaux bâtiments légaux destinés à l'habitation construits en 2009 s'élève à 236 pour une surface au sol de 118 000 m2.
| Division administrative                      | Superficie (en km2) | Nombre d'habitations légales | Densité (au km2) |
| -------------------------------------------- | ------------------- | ---------------------------- | ---------------- |
| Mvita                                        | 14,1                | 16 490                       | 1 170            |
| Changamwe                                    | 54,5                | 86 528                       | 1 588            |
| Kisauni                                      | 109,7               | 112 331                      | 1 024            |
| Likoni                                       | 51,3                | 53 351                       | 1 040            |
| Total                                        | 229,6               | 268 700                      | 1 170            |
| Source : Kenya National Bureau of Statistics |                     |                              |                  |

| icône d'une maison                           | eau de distribution à l'intérieur | égouttage public | réseau électrique | revêtement de sol en dur | toiture en tuiles ou béton |
| -------------------------------------------- | --------------------------------- | ---------------- | ----------------- | ------------------------ | -------------------------- |
| Mombasa                                      | 11,56                             | 13,9             | 59                | 85,5                     | 13,1                       |
| Nairobi                                      | 23,4                              | 47,7             | 72,4              | 89                       | 39,9                       |
| Kisumu                                       | 5,5                               | 8,7              | 30,9              | 44                       | 4,6                        |
| Kenya                                        | 14,4                              | 19,9             | 51,2              | 42,6                     | 13,7                       |
| Source : Kenya National Bureau of Statistics |                                   |                  |                   |                          |                            |

Comme toutes les grandes villes d'Afrique subsaharienne, Mombasa comporte des bidonvilles établis dans les zones suburbaines. Le plus important est celui de Kisauni-Kongowea (division administrative de Kisauni) qui s'étend sur environ 10 km2 mais il en existe un autre à Chaani-Magongo et à Miritini (Changamwe) ainsi qu'à Mtongwe (Likoni). Le tissu urbain est parcouru par des ruelles en terre battue et montre une densité d'environ 30 bâtiments à l'hectare.
Souvent construites illégalement, les habitations, dont la surface au sol excède rarement les 200 m2, y compris un patio, hébergent couramment plusieurs familles. Faites de murs allant du bloc de béton à la terre crue et recouvertes de tôle ondulée ou de makuti (« chaume de cocotier »), elles sont rarement reliées au réseau électrique. L'eau potable est accessible à des prises d'eau extérieures disséminées dans le bidonville et l'eau non potable fournie par des réservoirs d'eau de pluie protégés contre les moustiques et autres insectes, tandis que les eaux usées sont versées dans des latrines à fosse simple voire dans la plus proche venelle.

## Politique et administration

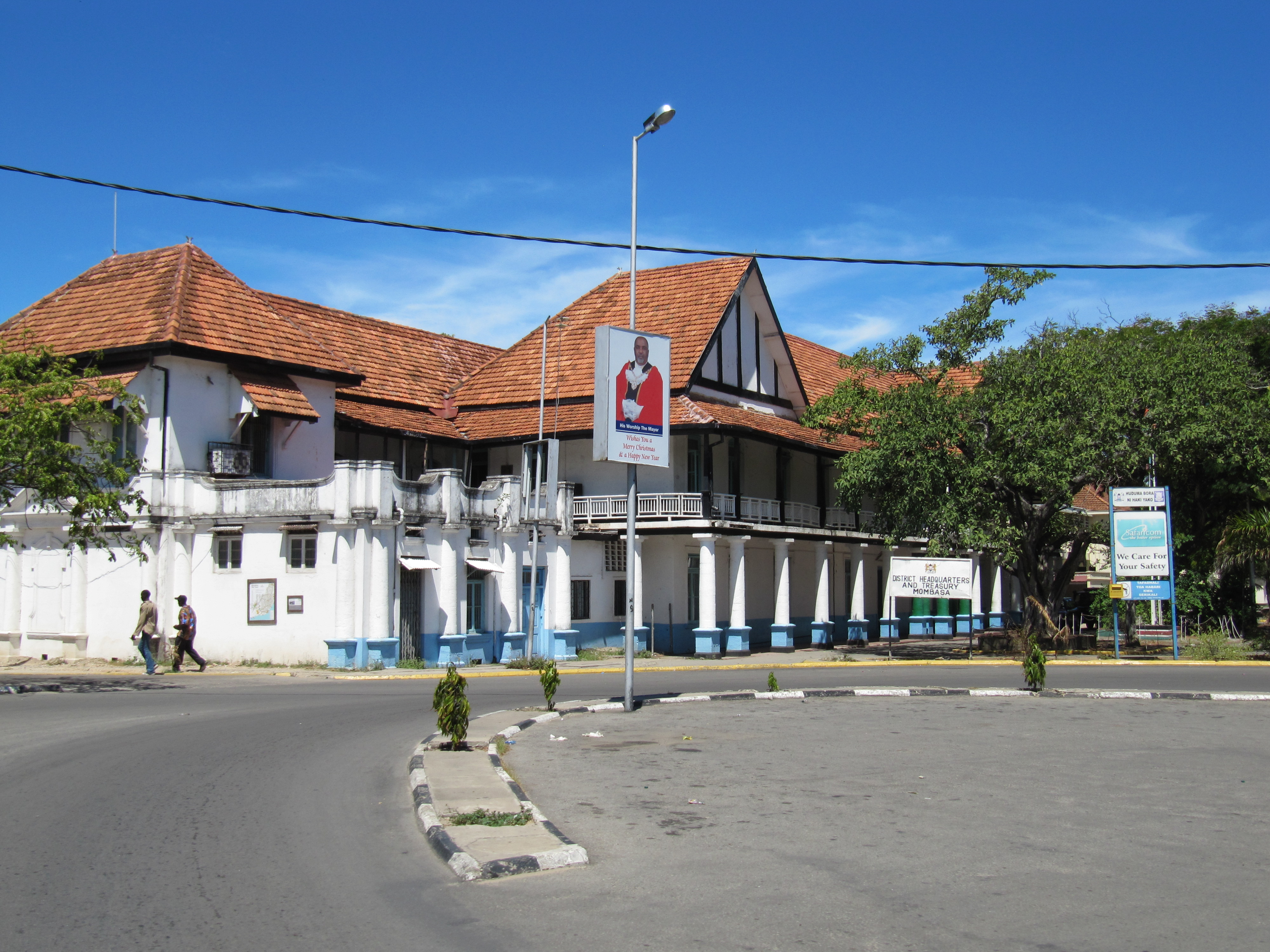
Le siège de l'administration et des finances du district de Mombasa.

Il ne faut pas confondre la cité de Mombasa (Mombasa City) et le comté de Mombasa (Mombasa County). Ce sont deux niveaux de pouvoir différents. Par exemple, la police et l'infrastructure de transport des routes de type « A », « B » et « C » sont sous la tutelle du gouverneur de comté et non sous celle du conseil de la cité (Board of the City). Par contre, si la gestion de l'urbanisme est du ressort du gouverneur, le plan général d'urbanisme est de la compétence du conseil de la cité.

### Divisions électorales
Tous les cinq ans, lors des élections générales, les électeurs de chaque district électoral participent à la fois à l'élection présidentielle (président et vice président), à l'élection du gouverneur du comté et aux trois élections législatives (représentant du district à l'Assemblée nationale, représentant du comté au Sénat national, représentant du district à l'Assemblée locale).
Si, comme le prévoit la Constitution, à la suite du dépôt d'une pétition devant la justice, le résultat d'un scrutin est invalidé par un jugement de la Haute cour (High Court), seuls les électeurs du ou des districts électoraux concernés par cette décision sont invités à participer à une nouvelle élection.

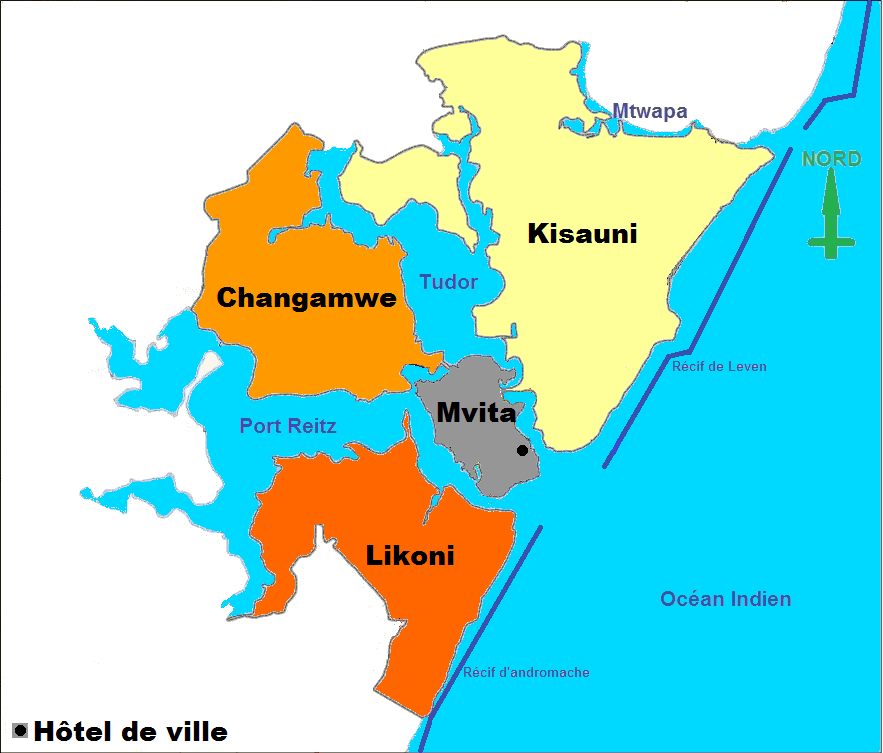
Divisions administratives de Mombasa.

| Divisions administratives | Circonscriptions | Districts électoraux                                                 |
| ------------------------- | ---------------- | -------------------------------------------------------------------- |
| Changamwe                 | Changamwe        | Port Reitz, Kipevu, Airport, Miritini, Chaani                        |
| Changamwe                 | Jomvu            | Jomvu Kuu, Magongo, Mikindani                                        |
| Kisauni                   | Kisauni          | Mjambere, Junda, Bamburi, Mwakirunge, Mtopanga, Magogoni, Shanzu     |
| Kisauni                   | Nyali            | Frere Town, Ziwa La Ng'ombe, Mkomani, Kongowea, Kadzandani           |
| Likoni                    | Likoni           | Mtongwe, Shika Adabu, Bofu, Likoni, Timbwani                         |
| Mvita                     | Mvita            | Mji wa Kale / Makadara, Tudor, Tononoka, Shimanzi / Ganjoni, Majengo |

### Administration municipale
Conformément à l'article 13 de la loi de 2011 sur les aires urbaines et les cités (Urban Areas and Cities Act), les membres du conseil de la cité, au nombre de onze à Mombasa, sont nommés par l'autorité exécutive du comté avec l'approbation de l'Assemblée locale de ce comté.
Le maire (Mayor) et le vice maire (Deputy Mayor) sont élus par les membres du conseil de la cité pour un mandat d'une durée de cinq ans et tiennent le rôle de représentant de cette cité ainsi que de président (Chairman) et de vice président (Deputy Chairman) du conseil de la cité. Le responsable de l'administration locale est le secrétaire de la cité (anciennement Town Clerk devenu City Manager).
Lors de l'élection consécutive aux élections générales du 28 mars 2013, aussi bien le maire sortant, Ahmed Abubakar Mohdhar, que le vice maire, John Charles Mcharo, tous deux du parti ODM ont réussi à reconduire leur poste. Le secrétaire de la cité est, depuis 2008, Tubmun Otieno.

### Liste des maires
Huit maires se sont succédé depuis l'indépendance du Kenya le 12 décembre 1963 :
| Période | Période  | Identité               | Étiquette      | Qualité          |
| ------- | -------- | ---------------------- | -------------- | ---------------- |
| 1963    | 1975     | Msanifu Kombo          |                |                  |
| 1975    | 1985     | Rajab Sumba            |                |                  |
| 1985    | 1998     | Ahmed Mwidani          | KANU           |                  |
| 1998    | 1999     | Najib Balala           | KANU puis NARC | urbaniste        |
| 1999    | 2002     | Mwalimu Masoud Mwahima | KANU           | agent immobilier |
| 2002    |          | Taib Ali Taib          |                | avocat           |
|         | 2007     | Sharrif Ali Shekuwe    |                |                  |
| 2007    | En cours | Ahmed Abubakar Mohdhar | ODM            |                  |

### Politique budgétaire
Pour l'exercice fiscal 2009-2010, les dépenses publiques se sont montées à 2 026,86 millions de KES, en augmentation de 173,32 millions de KES par rapport à l'exercice précédent.
La répartition entre les différents services s'est opérée comme suit :
- développement économique : 42,3 % ;
- développement social : 20,2 % ;
- communautés à caractère public : 19,7 % ;
- administration : 17,8 %.

Depuis 2013, et la création des comtés, c'est l'Assemblée locale du comté de Mombasa qui établit le budget et détermine la part de celui-ci attribuée au conseil de la cité. Ce budget doit être approuvé par le gouverneur du comté.
Pour l'exercice fiscal 2013-2014, le budget total est de 21,7 milliards de KES dont 2,3 milliards pour le développement économique et social de la cité.

## Démographie
Longtemps resté un comptoir colonial de seconde importance, Mombasa voit sa démographie exploser à partir de 1896 avec l'inauguration du port de Kilindini et les débuts des travaux de la ligne du chemin de fer de l'Ouganda vers Nairobi. En 2009, avec ses 939 370 habitants, Mombasa est, après l'agglomération de Nairobi et ses 3 138 369 habitants, la deuxième plus grande agglomération du Kenya.
Les projections établies par le département de l'Économie et des Affaires sociales de l'ONU (DEAS) estiment que le nombre d'habitants devrait atteindre un million avant 2015 et environ 1 175 000 en 2025.
| 1950   | 1960    | 1970    | 1979    | 1989    | 1999    | 2009    | 2011    |
| ------ | ------- | ------- | ------- | ------- | ------- | ------- | ------- |
| 94 000 | 159 000 | 254 000 | 341 148 | 461 753 | 665 018 | 939 370 | 972 000 |

La densité de population ventilée par division administrative s'établit selon le tableau qui suit. Il n'est pas possible d'induire une moyenne d'occupants par immeuble d'habitation sur base du nombre d'habitations légales recensées du fait que, dans les bidonvilles, beaucoup de bâtiments sont construits illégalement et, donc, inconnus de l'administration. Ce raisonnement est uniquement valable pour la division de Mvita qui, ne comportant aucun bidonville, laisse conjecturer une moyenne de 4,53 habitants par immeuble d'habitation en 2009.
| Division administrative | Superficie (en km2) | Nombre d'habitants | Densité (au km2) |
| ----------------------- | ------------------- | ------------------ | ---------------- |
| Mvita                   | 14,1                | 74 735             | 5 300            |
| Changamwe               | 54,5                | 282 279            | 5 179            |
| Kisauni                 | 109,7               | 405 930            | 3 700            |
| Likoni                  | 51,3                | 176 426            | 3 939            |
| Total                   | 229,6               | 939 370            | 4 091            |

La population de Mombasa en âge de faire partie de la population active est majoritairement masculine. Cela s'explique par le fait que nombre d'hommes quittent, seuls même s'ils ont charge de famille, leur région natale pour trouver du travail dans un des deux poumons économiques du pays (le constat est identique pour Nairobi).
| \| Hommes \| Classe d’âge \| Femmes \| \| ------- \| ------------ \| ------- \| \| 1 446 \| 80 à plus \| 2 160 \| \| 3 319 \| 70 à 79 \| 3 289 \| \| 7 903 \| 60 à 69 \| 6 685 \| \| 20 868 \| 50 à 59 \| 13 689 \| \| 45 107 \| 40 à 49 \| 28 289 \| \| 92 146 \| 30 à 39 \| 66 020 \| \| 120 694 \| 20 à 29 \| 130 033 \| \| 80 755 \| 10 à 19 \| 88 861 \| \| 114 153 \| < 10 \| 113 083 \| |              |         |
| Hommes | Classe d’âge | Femmes  |
| 1 446 | 80 à plus    | 2 160   |
| 3 319 | 70 à 79      | 3 289   |
| 7 903 | 60 à 69      | 6 685   |
| 20 868 | 50 à 59      | 13 689  |
| 45 107 | 40 à 49      | 28 289  |
| 92 146 | 30 à 39      | 66 020  |
| 120 694 | 20 à 29      | 130 033 |
| 80 755 | 10 à 19      | 88 861  |
| 114 153 | < 10         | 113 083 |

| icône d'une famille | taux de fécondité | natalité en ‰ | mortalité en ‰ | mortalité en ‰ | mortalité en ‰ | espérance de vie | espérance de vie | espérance de vie | espérance de vie |
| icône d'une famille | taux de fécondité | natalité en ‰ | infantile      | infantile      | juvénile       | femmes           | femmes           | hommes           | hommes           |
| icône d'une famille | taux de fécondité | natalité en ‰ | mortinaissance | néonatale      | juvénile       | sans VIH         | avec VIH         | sans VIH         | avec VIH         |
| ------------------- | ----------------- | ------------- | -------------- | -------------- | -------------- | ---------------- | ---------------- | ---------------- | ---------------- |
| Mombasa             | 3,4               |               | 39             | 31             | 91             |                  |                  |                  |                  |
| Kenya               | 4,6               | 43,75         | 52             | 52             | 74             | 71,1             | 61               | 64,2             | 55,7             |

Ville portuaire, Mombasa est marquée par une grande mixité ethnique, culturelle et religieuse. On y trouve environ 70 % d'africains, 30 % d'asiatiques (surtout Indiens) et une minorité d'européens. La plupart des 70 groupes ethniques kényans y sont présents, souvent attirés par les emplois disponibles dans la deuxième plus importante région économique du pays. La tolérance sociale et religieuse y est une tradition à l'ancrage ancien. Il n'est ainsi pas rare de croiser simultanément, dans l'indifférence générale, d'une part un groupe de musulmanes portant le niqab (appelé ici bui bui) et, d'autre part, des adolescentes giryama, seins nus, guidant leur troupeau.

## Éducation
Concernant l'année scolaire 2008-2009, l'enseignement public appliquant le système éducatif kényan compte 104 411 enfants scolarisés dans 140 écoles primaires et 33 établissements du secondaire.
Certains ministères ou organismes gouvernementaux possèdent une école publique. Ainsi, la Moi Forces Academy of Mombasa dépendant du ministère de la Défense destinée aux enfants du personnel, militaire et civil, de la base navale de Mombasa et prodiguant l'enseignement depuis la maternelle jusqu'au secondaire ou encore le Bandari College du Kenya Ports Autority qui donne des formations spécialisées à tous les membres de son personnel.
Pour l'éducation des enfants atteints d'un handicap physique, il existe à Port Reitz la Port Reitz School for the Physically Handicapped, une école primaire privée qui accueille 305 élèves dont 184 en internat. À Nyali, c'est une école publique secondaire qui prend en charge des adolescents masculins ; cette école, la Mombasa Secondary School for the Physically Handicapped, possède également un internat et son enrôlement, pour l'année scolaire 2012-2013, est de 224 élèves encadrés par 17 professeurs.
Parallèlement à l'enseignement public, Mombasa compte nombre d'établissements scolaires privés prodiguant un enseignement allant de l'école maternelle à l'enseignement supérieur appliquant soit le système éducatif kényan soit un système conforme au baccalauréat international. En 2013, sont recensées, dans ce réseau privé, 11 écoles maternelles, 123 écoles primaires et 40 écoles secondaires. Certains de ces établissements font partie d'un réseau kényan comme la Coast Academy ou d'un réseau international comme l'Aga Khan Academy of Mombasa (gérée par l'Aga Khan Development Network), la Braeburn Mombasa International School ou encore l'Alliance française.
Il existe aussi plusieurs écoles maternelles et primaires fournissant un enseignement reconnu par l'État mais donné selon les préceptes de la foi musulmane : ce sont les madrasa. La plus connue est l'Aga Khan Nursery and Primary School fondée en 1986.
La seule école secondaire installée dans un bidonville est la Highgate Academy Secondary, dans la division administrative de Changamwe, qui fait partie du réseau d'enseignement public,.
La comparaison du niveau d'étude atteint montre que le bilan, pour Mombasa, est inférieur à la moyenne nationale en ce qui concerne les hautes écoles et les universités aussi bien chez les femmes que chez les hommes.
| icône d'une mortarboad                        | icône d'une mortarboad | Nombre total | Aucun | Maternel | Primaire | Secondaire | Haute école | Université | Professionnel | Alphabétisation de base | Madrasa |
| --------------------------------------------- | ---------------------- | ------------ | ----- | -------- | -------- | ---------- | ----------- | ---------- | ------------- | ----------------------- | ------- |
| Mombasa                                       | Femmes                 | 404 489      | 11,58 | 9,61     | 46,33    | 25,24      | 4,98        | 1,25       | 0,44          | 0,19                    | 0,36    |
| Mombasa                                       | Hommes                 | 436 965      | 7,04  | 9,05     | 44,11    | 31,15      | 5,36        | 2,19       | 0,66          | 0,19                    | 0,25    |
| Kenya                                         | Femmes                 | 17 272 626   | 10,02 | 9,2      | 46,14    | 26,59      | 5,51        | 1,88       | 0,37          | 0,15                    | 0,15    |
| Kenya                                         | Hommes                 | 16 975 657   | 7,22  | 9,4      | 43,93    | 30,1       | 5,45        | 3,08       | 0,54          | 0,14                    | 0,15    |
| Plus fort pourcentage Plus faible pourcentage |                        |              |       |          |          |            |             |            |               |                         |         |

Lors du concours pour l'obtention du certificat de fin d'école primaire (Kenya Certificate of Primary Education), les écoles de Mombasa ont obtenu, en 2013, une moyenne allant de 422 à 194 points sur un maximum de 500 points et ne classent aucune école dans les vingt meilleures du pays. Le comté est classé 29e sur 47 alors qu'il était classé 39e en 2012 et 15e en 2011. Sans toutefois avancer d'interprétation, le traitement des résultats montre que, sur les 15 695 candidats inscrits au concours, 12 490 de ceux-ci — soit 79,6 % — n'ont pas obtenu la moitié des points et que 45 % des garçons et 54 % des filles sont dans ce cas.
Toujours pour l'année 2013 mais lors du concours pour l'obtention du certificat de fin d'école secondaire (Kenya Certificate of Secondary Education), seules deux des 83 écoles du comté sont classées dans les cent meilleures du pays avec, respectivement, une 68e et une 91e place et une moyenne de 67,594 % et de 65,880 %. D'autre part, le comté est classé 39e sur 47 avec 25,94 % des candidats inscrits ayant obtenu le résultat minimum de 55 % donnant droit à une place dans une université. L'année précédente, seule une école, avec une 81e place et une moyenne de 65,416 %, était classée dans le top 100 tandis que le comté était classé 39e avec 26,59 % des candidats inscrits ayant obtenu le résultat minimum.

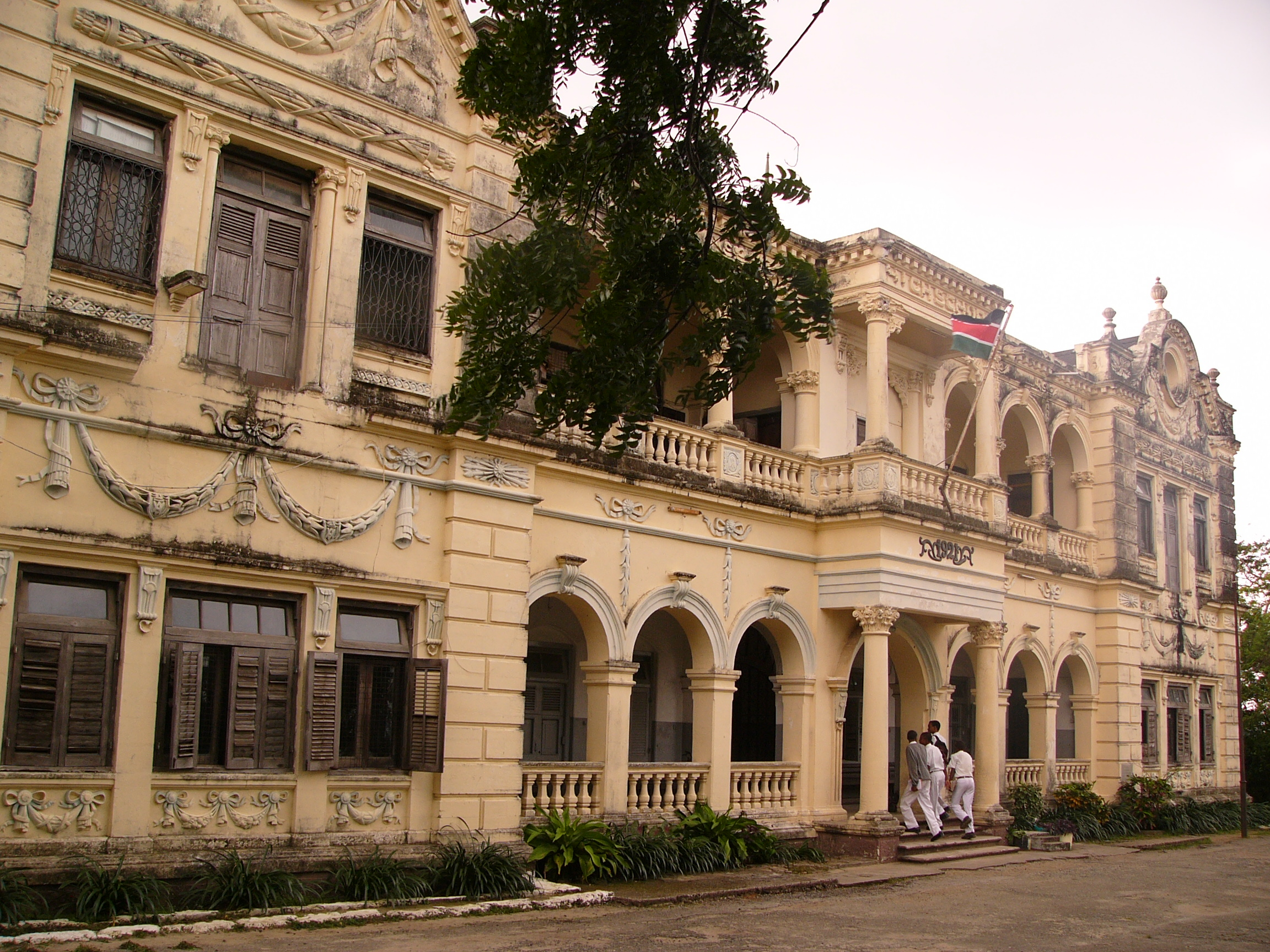
Entrée de la haute école privée Allidina Visram dans le quartier de Mzizima.

### Enseignement supérieur
L'Université technique de Mombasa (Technical University of Mombasa) qui possède, depuis 2013, le statut d'université publique a un enrôlement, pour l'année académique 2012-2013, de 7 391 étudiants ainsi qu'une équipe de 210 professeurs et de 437 employés administratifs. La ville a un campus de l'Université Kenyatta.

## Santé
L'agglomération de Mombasa compte une soixantaine d'établissements de soins allant de l'hôpital généraliste à la petite clinique privée offrant simplement une hospitalisation de jour. Certains de ces établissements comportent aussi un centre pour le contrôle et la prévention des maladies (CDC).
L'hôpital public Coast General Hospital fondé en 1908 est implanté dans le quartier de Tononoka sur l'île de Mvita. À côté de l'hôpital se trouve la maternité publique Lady Grigg Maternity Hospital fondée en 1957. L'ensemble des deux établissements possède 672 lits (dont 126 en chambre individuelle) et est servi par un personnel médical de 800 personnes. C'est le 2e plus grand hôpital public du Kenya, après celui de l'hôpital national Kenyatta (Kenyatta National Hospital) de Nairobi. Outre la maternité, l'hôpital est spécialisé en ORL, en ophtalmologie et en odontologie et possède tous les services attendus d'un établissement de soins moderne y compris l'informatisation des différents départements ainsi qu'un laboratoire et une pharmacie fonctionnant 24 heures sur 24. Outre l'hôpital, deux plus petites unités publiques (District Hospitals), équipées pour pratiquer des césariennes existent dans le quartier de Likoni, avec 14 lits, et celui de Port Reitz, avec 166 lits, ainsi qu'un centre de santé (Helth Center), avec 14 lits, dans le quartier de Tudor.
Les plus importants établissements de soins gérés par des fonds privés sont :
- à Mvita : le Mombasa Hospital de 124 lits ; le Pandya Memorial Hospital de 100 lits et fondé en 1947[94] ; l'hôpital universitaire Aga Khan Hospital de 82 lits, fondé en 1944 et géré par l'Aga Khan Development Network[95] ;
- à Changamwe : le Riflot Umoja Medical Center (quartier de Mikindani) et le Westlands Mecial Center (quartier de Miritini) ;
- à Likoni : la Mtongwe Municipal Clinic (quartier de Mtongwe) ;
- à Nyali : le Sayyidah Fatima Municipal Hospital et la Salama Medical Clinic (tous deux dans le quartier de Kisauni).

En 2009, la part du revenu moyen per capita des habitants de Mombasa consacrée à leur santé est de 11 %, dont 4 % consacrés à la lutte contre le paludisme. Ainsi, si 50,6 % des personnes dorment sous une moustiquaire, 60,1 % des enfants de moins de 5 ans dorment de la sorte (dont 46 % sous une moustiquaire traitée par un répulsif).
60,5 % des enfants âgés entre 12 et 24 mois ont un carnet de vaccination. Parmi ceux-ci, 96,5 % ont reçu le vaccin BCG, 96,2 % le vaccin ROR et 81,1 % un vaccin contre la poliomyélite.
| icône d'une caducée | Cécité | Surdité totale | Aphasie | Dépendance | Mental | Autres |
| ------------------- | ------ | -------------- | ------- | ---------- | ------ | ------ |
| Mombasa             | 0,61   | 0,27           | 0.33    | 0.60       | 0.23   | 0.19   |
| Kenya               | 0,95   | 0,62           | 0.53    | 1.32       | 0.41   | 0.31   |

## Sports et loisirs sportifs

### Équipements

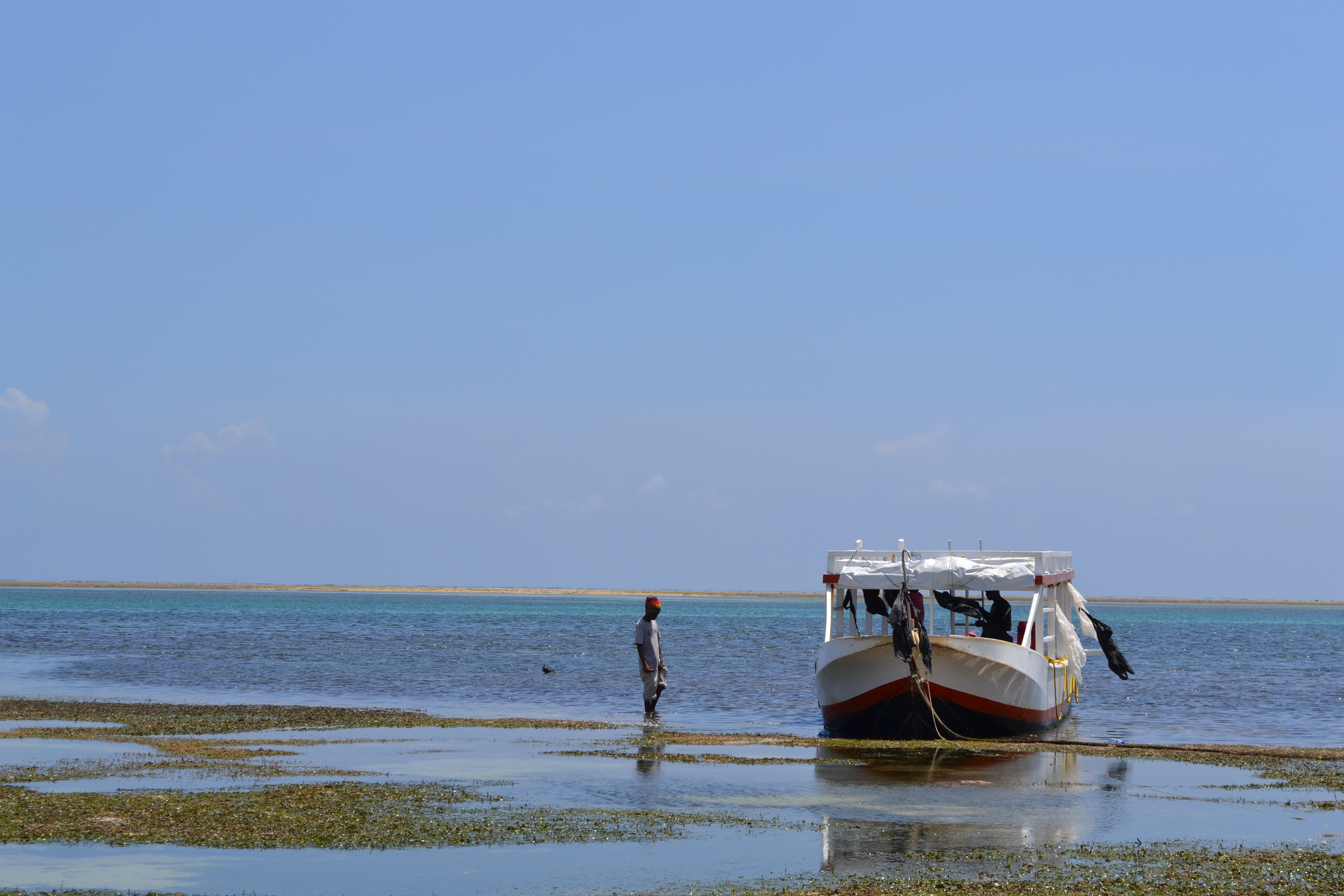
Bateau équipé pour la plongée sous-marine sur la plage de Nyali.

Hormis le stade de football Mbaraki Ground localisé dans le quartier de Mbaraki et le Mombasa Municipal Stadium dans le quartier de Manyimbo, la plupart des installations sportives sont regroupées dans le complexe Mombasa Sports Club Ground du quartier de Kibokoni. Beaucoup de clubs sportifs utilisent les terrains de sport des écoles.
Deux terrains de golf sont implantés à Mombasa : le Florida Golf Course de neuf trous, situé sur le front de mer de l'île, et le Nyali Golf Course de dix-huit trous, localisé à Nyali.
Il n'existe pas de piscine publique mais un parc aquatique : le Wild Waters Amusement Park à Nyali.
La plongée sous-marine dans le lagon corallien est une activité très prisée par les touristes visitant Mombasa. Plusieurs sociétés commerciales comme Buccaneer diving organisent, au départ des plages de Nyali, des plongées encadrées dans la réserve marine de Mombasa, ainsi que des baptêmes et des cours de plongée sous-marine. En 2013, le prix d'une journée de plongée varie entre 36 et 56 EUR selon le site visité, non compris la location de matériel mais droit d'entrée inclus. 27 832 plongeurs ont visité la réserve en 2009.
Un circuit de karting, le Mombasa Go-Kart, long de 500 m, auquel a été adjoint un parcours en terre battue pour buggies et un terrain d'initiation au maniement d'un bulldozer, est ouvert à Bamburi.

### Clubs
- Le Mombasa Sports Club est un club omnisports fondé par des Britanniques en 1896 qui utilise les installations du Mombasa Sports Club Ground. C'est le plus ancien club sportif du Kenya[101] :
  - l'équipe de cricket a le statut ODI depuis 2006 et participe aux compétitions de la Coast Cricket Association ;
  - la formation de rugby à XV évolue en 1re division nationale (Kenya Cup) ;
  - les équipes féminine et masculine de hockey sur gazon jouent en première ligue (Premier League) ;
  - la formation de football évolue en division régionale (County League).
- Mvita XI est un club de hockey sur gazon dont l'équipe masculine évolue en première ligue.
- En sport automobile, le Mombasa Motor Club est affilié à la Fédération kényane de sport automobile (Kenya Motor Sport Federation)[102] qui organise toutes les compétitions automobiles officielles dont Mombasa est le centre principal.
- Deux aéroclubs se partagent le ciel de Mombasa, le Mombasa Flying Club installé à l'aéroport international Jomo Kenyatta et le Ninety Nine Flying Club à l'aérodrome régional de Bamburi. Chacun possède une école de pilotage en aviation légère et organise des safaris aériens.
- Trois clubs nautiques sont basés sur l'île de Mvita, le Mombasa Yacht Club[103], créé en 1910, à l'entrée du port de Kilindini, le Mombasa Water Sport et le Tudor Water Sport tous deux dans le quartier de Tudor.
- En football, concernant la saison 2012 / 2013, une équipe joue en Kenyan Premier League[104] qui est le 1er niveau dans le système de la Fédération kényane de football (Football Kenya Federation). Il s'agit du Bandari Football Club, monté au 1er niveau après avoir été champion de la saison 2011 / 2012 du 2e niveau, qui joue ses matchs à domicile au Mbaraki Ground.
  - Quatre équipes jouent en Division One qui est le 2e niveau dans le système de la Fédération kényane de football :
    - le Football Club West Ham United (anciennement Congo United Football Club), qui a été relégué du 1er niveau à la fin de la saison 2011 / 2012, joue ses matchs à domicile au Mombasa Municipal Stadium ;
    - le Coast United qui joue au Tudor Day Secondary School Playground ;
    - l'Admiral Football Club qui joue lui au Ronald Ngala Primary School Playground ;
    - les Modern Coast Rangers jouent aux Refinery Grounds de Changamwe.

  - Six équipes, dont le Mombasa Liverpool, jouent en Provincial League qui est le 3e niveau dans le système de la Fédération kényane de football.

Le Feisal Football Club, fondé en 1940 mais aujourd'hui disparu sous ce nom, est le seul club de football de Mombasa à avoir été champion de la 1re division nationale (Kenyan Premier League) ; ce fut en 1965.
La Coupe du Kenya de football (FKF Cup) fut, quant à elle, remportée par le Mombasa Liverpool en 1956 et 1962. Ce même club en fut aussi finaliste en 1966 tandis que le Bandari Football Club le fut en 1986 et les Coast Stars en 1999.

### Manifestations sportives
- Le marathon de Mombasa a lieu chaque année, depuis 1985, pendant l'automne austral tandis que le Triathlon de Mombasa, organisé par la Fédération internationale de triathlon et comptant pour la Coupe d'Afrique de triathlon, se déroule annuellement depuis 2006 pendant le printemps austral[105].
- Chaque année, la cité accueille une étape du Rallye Safari comptant pour le championnat national kényan des rallyes (Kenya National Rally Championship) ainsi qu'une étape du bisannuel Rallye Safari est-africain (East African Safari Rally « Classic ») comptant pour le championnat africain des rallyes.
- En automne, une épreuve d'endurance pour karts est organisée par la Round Table Mombasa no 3[note 14] sur le circuit de Bamburi.
- Les championnats du monde de cross-country 2007 ont eu lieu à Mombasa.

## Lieux de culte
Parmi les lieux de culte, il y a principalement des églises et des temples chrétiens : Archidiocèse de Mombasa (Église catholique), Anglican Church of Kenya (Communion anglicane), Presbyterian Church of East Africa (Communion mondiale d'Églises réformées), Convention baptiste du Kenya (Alliance baptiste mondiale), Assemblées de Dieu. Il y a aussi des mosquées musulmanes,.
L'islam fut introduit par les premiers marchands arabes musulmans lorsqu'ils arrivèrent sur la côte est-africaine au VIIIe siècle. Le fondateur présumé de la ville, Shehe Mvita, est par ailleurs, décrit comme musulman. L'arrivée des Portugais au XVIe siècle marque aussi celle du catholicisme. Déjà quelque peu implanté au XIXe siècle, le protestantisme, avec l'arrivée, dès 1844, de missionnaires, prend de l'extension à la fin de ce XIXe siècle avec la prise de contrôle du territoire par les Britanniques. Dans la foulée, apparait l'hindouisme importé par les travailleurs indiens engagés par ces mêmes Britanniques pour la construction du chemin de fer de l'Ouganda. Toutes ces religions importées ont aussi donné naissance à des mouvements syncrétiques, parfois dès le VIIIe siècle avec l'arrivée des Arabes et la syncrétisation de l'islam avec la religion traditionnelle des populations autochtones Mijikenda, parfois très récemment avec la propagation du mouvement Legio Maria venu de l'ouest du Kenya.
En 2009, les proportions, propres à l'agglomération de Mombasa, des membres des différentes confessions religieuses s'établissent comme suit :
- islam : 36,63 % (environ 73 % de ceux-ci sont sunnites). Dès l'indépendance, en 1963, le pouvoir judiciaire s'est doté de tribunaux musulmans (Kadhis Court). Ces tribunaux d'instance ont pour seules compétences les problèmes concernant la Loi islamique et survenant entre personnes de foi musulmane. L'établissement d'un tribunal musulman est subordonné à l'accord de l'Assemblée nationale et la nomination d'un Chief Kadhis est soumise à l'approbation de la Commission justice. La cour d'instance de Mombasa possède une telle section judiciaire.
- protestantisme : 29,64 % (avec une majorité d'anglicans et d'évangéliques).
- catholicisme : 18,27 %.
- christianisme (hors protestantisme et catholicisme) : 12,54 %
- athéisme : 1,18 %
- mouvements syncrétiques : 0,81 %
- hindouisme : 0,66 %
- religions traditionnelles : 0,19 % (le pourcentage de pratiquants est beaucoup plus faible à Mombasa que dans les deux comtés voisins : 1,39 % dans celui de Kwale et 5,99 % dans celui, plus rural, de Kilifi).

Seuls 0,06 % de la population n'ont aucune religion et se déclarent agnostiques.

## Médias
Depuis 1954, la chaine de radio-télévision publique Kenya Broadcasting Corporation possède, à Mombasa, une station régionale appelée Sauti ya Mvita (« La voix de Mvita » en swhahili).
Plusieurs stations de radio numérique privées émettent depuis Mombasa des programmes à caractère régional. Chacune a son catalogue spécifique, de l'information politique aux programmes religieux en passant par la musique, comme le taarab, le benga, le swahili gospel, le rock ou la musique classique. Sans être exhaustif, l'on peut citer Baraka FM, Family Radio, LoudTown Radio, Radio Rahma, Salaam FM 90.7 et Sauti Ya Mwambao. La station publique BBC World Service possède aussi un émetteur.
Le Coastweek est le seul quotidien kényan d'importance, en nombre d'exemplaires imprimés, à ne pas être basé à Nairobi. Situé à la limite des quartiers de Makadara et de Ngomani, son siège fut créé en 1978 à Mombasa. Bien que centrés sur l'information régionale, les articles traités concernent aussi l'actualité nationale et internationale. L'édition « papier » est accompagnée, depuis 1996, d'une édition « en ligne » gratuite.
Les deux principaux groupes de la presse écrite nationale, The Standard Group et Nation Media Group, possèdent chacun au moins un reporter à demeure à Mombasa.

## Économie
Mombasa est le principal port de l'Afrique de l'Est et constitue le lien majeur entre celle-ci et les pays riverains de l'océan Indien ; la population indienne est d'ailleurs très présente dans l'économie. Le commerce constitue sa première source de revenus grâce à un port large et profond dans une baie protégée (le nom du port, Kilindini, signifie « en eau profonde » en swahili). L'industrie n'est pas en reste dans la partie ouest de l'agglomération, avec une importante activité de raffinerie (sucre, pétrole) et des chantiers navals. Au nord, de nombreuses entreprises exploitent la roche de corail pour en faire du ciment, notamment à Bamburi.
Pour permettre aux plus gros bateaux d'atteindre les plates-formes multimodales du port, il n'existe pas de pont entre l'île de Mombasa et Likoni, la partie de l'agglomération située sur la « côte sud » (la « côte nord » étant desservie par le pont de Nyali). Un transbordeur est donc chargé d'assurer les échanges entre Mombasa et Likoni avec le risque de paralysie d'une grande partie de l'activité économique comme lors des accidents de 1994 et de 2013.
Le tourisme est également développé à Mombasa, ville balnéaire prisée qui sert aussi de point de départ pour la plupart des safaris de la moitié sud du Kenya. Certains quartiers résidentiels et touristiques comme Nyali et la zone littorale de Bamburi, au nord de la ville, ou Shelly Beach, au sud, abritent de nombreux hôtels de luxe pour les touristes occidentaux attirés par la douceur du climat et la beauté du lagon corallien.
La Bamburi Cement, cimenterie a été fondée à Mombasa en 1951 par le croate Felix Mandl et, aujourd'hui, propriété du groupe Lafarge.

### Emploi et revenus de la population
Parmi les personnes travaillant sur le territoire de l'agglomération, en 2009, 200 711 personnes ont un statut de salarié. Le plus grand nombre d'emplois est fourni par les différentes administrations publiques avec 57 863 travailleurs, suivi par le transport (principalement le port de Kilindini et l'aéroport international Moi) avec 46 560 travailleurs, vient ensuite l'industrie manufacturière (principalement la raffinerie du pétrole de Changamwe) avec 38 109 travailleurs et enfin les activités liées au tourisme avec 27 532 travailleurs.
| icône de monnaie | Primaire | Primaire | Primaire | Secondaire | Secondaire | Secondaire | Tertiaire | Tertiaire | Tertiaire | Total     | Total | Total     |
| icône de monnaie | nombre   | %        | salaire* | nombre     | %          | salaire*   | nombre    | %         | salaire*  | nombre    | %     | salaire*  |
| --- | -------- | -------- | -------- | ---------- | ---------- | ---------- | --------- | --------- | --------- | --------- | ----- | --------- |
| Mombasa | 4 575    | 2,28     | 1 825,9  | 49 352     | 24,59      | 19 719,7   | 146 784   | 73,13     | 58 679,5  | 200 711   | 100   | 80 225,1  |
| Kenya** | 50 786   | 4,92     | 22 861,5 | 308 799    | 29,9       | 119 821,8  | 673 193   | 65,18     | 276 092,6 | 1 032 778 | 100   | 418 776,1 |
| * Salaire = masse salariale annuelle en million de KES ** Kenya = les 22 plus grandes agglomérations du pays Source : Kenya National Bureau of Statistics |          |          |          |            |            |            |           |           |           |           |       |           |

|                          | avec un emploi | avec un emploi | cherche un emploi | cherche un emploi | sans emploi | sans emploi | sous le seuil de pauvreté |
| hommes                   | femmes         | hommes         | femmes            | hommes            | femmes      |             | sous le seuil de pauvreté |
| ------------------------ | -------------- | -------------- | ----------------- | ----------------- | ----------- | ----------- | ------------------------- |
| Mombasa                  | 56             | 31,4           | 10,8              | 10,3              | 29,6        | 53,9        | 37,6                      |
| Nairobi                  | 61,2           | 42,4           | 8                 | 9,9               | 25,8        | 41,7        | 22                        |
| Kisumu                   | 49,9           | 38,2           | 5,9               | 6,7               | 40,4        | 51,2        | 49,6                      |
| Kenya                    | 48,6           | 48,6           | 6,7               | 6,7               | 39,5        | 39,5        | 47,2                      |
| Source : Kenya Open Data |                |                |                   |                   |             |             |                           |

### Entreprises et commerces

#### Le pôle maritime
C'est la présence du port de Kilindini, géré par l'organisme gouvernemental Kenya Ports Autority, qui attire le plus grand nombre d'entreprises commerciales.
Les principaux affréteurs maritimes sont : Mediterranean Shipping Company, Maersk Line, Mitsui O.S.K. Lines, Libra, APL Limited, Zim Integrated Shipping Services, Pacific International Lines Ltd et Western European Container Lines. Deux entreprises françaises de fret maritime sont implantées à Kilindini : le groupe Bolloré et la CMA-CGM.
La raffinerie Kenya Petroleum Refinery Limited, située à Changamwe et détenue à 50 % par l'État kényan, transforme le pétrole brut. Elle a une capacité, en 2012, de raffinage du brut de 80 000 bbl/j, de production de bitume de 1 700 bbl/j et d'hydrodésulfuration de 36 000 bbl/j,.
La KenGen, détenue à 70 % par l'État kényan, possède à Kipevu un complexe de trois unités de production de biocarburant dont la plus récente, opérationnelle depuis le 6 mars 2011 et avec une capacité de production de 117 MW, est la plus puissante de l'Afrique de l'Est.
Une quinzaine d'entreprises sont actives dans l'industrie chimique. La plus importante, la Solvochem East Africa Limited, faisant partie du groupe libanais d'industrie chimique Solvochem, transforme et commercialise, à Liwatoni, des produits issus de la pétrochimie sur le site industriel de 155 ha qu'elle a racheté, en 2007, à Shell.
L'entreprise de construction navale AMGECO, qui emploie 250 personnes, possède une forme de radoub de 180 m de longueur pouvant accueillir la construction ou la réparation de navires de 20 000 t ainsi qu'une darse de 40,25 m de longueur pour l'armement ou les réparations de superstructures.
Le groupe d'entreprises Comarco, fondé en 1971 et spécialisé dans le génie civil et la logistique dans le domaine maritime et fluvial, exerce ses activités dans toute la zone de l'océan Indien.
Le produit de la pêche a généré, pour les pêcheurs de Mombasa et en 2009, une valeur de vente de 120 262 000 KES ce qui a représenté une quantité de 969 t de poissons et de crustacés. Bien que cette valeur marchande n'ait cessé d'augmenter depuis 2006, la quantité pêchée n'a, elle, cessé de diminuer passant de 1 370  à   969 t. Cela peut s'expliquer par le fait que, si la quantité de poisson est passée de 1 315  à   767 t, celle des crustacés est passée de 55  à   202 t. De son côté, le Kenya Marine and Fisheries Research Institute estime que, pour 2013, la perte financière pour le pays due à la pêche illégale ou non renseignée aux autorités est de l'ordre de 117 millions d'USD. La mise en service, en janvier 2014, du navire océanographique RV Mtafiti doit permettre aux pêcheurs kényans de localiser les bancs de poissons sur toute la surface de la zone économique exclusive nationale ce qui représente 140 000 km2. Cette mise en service doit être suivie, dans les deux ans, par celle d'un patrouilleur (OPV) afin de lutter contre la pêche illégale.
La criée au thé créée en 1969 a lieu chaque lundi et mardi. Installée sur l'avenue Neyrere (Nyerere Avenue) dans le quartier de Ngomani, elle est devenue la deuxième plus importante des onze criées mondiales après celle de Colombo. Exportés au travers du port de Kilindini, les thés vendus proviennent non seulement du Kenya mais aussi de tous les pays de l'Afrique de l'Est. 371 000 t ont été exportées en 2009 et 399 000 t en 2010.
Bien que ne participant pas directement à l'activité du port, le service de transbordement de Likoni, exploité par l'organisme gouvernemental Kenya Ferry Services, doit son existence à l'absence de pont sur l'estuaire de Port Reitz ce qui permet aux navires ayant n'importe quel tirant d'air d'accéder aux installations portuaires. Il gère deux lignes dont une exclusivement réservées aux piétons. La moyenne journalière d'unités transportées en 2012 est de 300 000 piétons et de 6 000 véhicules à moteur. Le prix de la traversée d'un véhicule, en 2013, varie entre 40 KES pour une motocyclette à 7 950 KES pour un tracteur routier accompagné de sa semi-remorque chargée en passant par 90 KES pour une automobile ou 200 KES pour un véhicule tout-terrain.

#### Le pôle aérien
Bien qu'il soit le deuxième plus important aéroport du Kenya, l'aéroport international Moi de Changamwe reste loin derrière celui de Jomo Kenyatta à Nairobi. En 2009, l'aéroport a connu 19 000 mouvements d'avions — dont un tiers de vols saisonniers —, un trafic total de passager de 1 114 000 personnes et un trafic marchandise de 6 432 tonnes.
La seule société accréditée pour la manipulation de la cargaison est la Kenya Airfreight Handing Company. Celle-ci dispose d'une surface de stockage de 1 083 m2 et d'une capacité de manutention mensuelle de 500 tonnes.

#### Commerce de détail
Ni la cité de Mombasa ni le comté de Mombasa n'ont de plan de secteur pour l'organisation du commerce de détail. Il en résulte une possession anarchique de l'espace public. Certaines rues de Mvita — plus particulièrement dans les quartiers de Kinyozi, de Mwembe et de Tayari — sont un marché permanent ou s'entremêlent boutiques les plus diverses, échoppes, étals, camelots et même des lieux de restauration occupant, y compris la cuisine, cet espace public. En dehors de Mvita, les principaux axes routiers sont le plus souvent bordés d'échoppes ou d'étals avec une plus grande concentration aux points de passage névralgiques tel les lieux d'embarquement du transbordeur de Likoni, les arrêts des matatus ou des autocars.
À Kongowea se trouve, sur une superficie d'environ 4,75 ha, en grande partie couverte, l'un des plus grands marchés aménagés et organisés du Kenya. Cependant, ici aussi, les abords sont envahis de commerces qui occupent l'espace public.
Toutes les enseignes de la grande distribution présentes au Kenya le sont aussi à Mombasa. Le plus grand hypermarché est une enseigne Nakumatt qui occupe une surface bâtie de 18 000 m2 dans le quartier de Mbaraki. Il existe aussi trois centres commerciaux, tous situés à Kisauni, dont le plus vaste, le Nyali Cinemax, occupe une surface bâtie de 7 000 m2 et englobe un complexe cinématographique — deux salles équipées pour le cinéma numérique — conçu et réalisé en 2009 par la société Barco. Les deux autres sont le Ratna shopping mall et le City mall.

#### Tourisme
En 2009, l'île de Mvita recense 1 307 chambres réparties dans 19 hôtels. Le taux d'occupation de 26,9 % est réalisé par 60,78 % de résidents et 39,22 % de non résidents. Pour le reste du littoral du comté (excluant donc l'arrière-pays), les statistiques indiquent 1 221 chambres réparties dans 44 hôtels avec un taux d'occupation de 31 % réalisé par 44,34 % de résidents et 55,66 % de non résidents. Le tiercé des principaux pays d'origine des non résidents est constitué par le Royaume-Uni (21,9 %), l'Allemagne (18,6 %) et l'Italie (10,8 %).
Tous les types d'hébergement sont présents. À côté des classiques hôtels et villages de vacances, dont ceux classifiés entre trois et cinq étoiles (selon la classification française) des « littoraux sud et nord » qui sont inscrits dans les destinations de tous les voyagistes, on trouve huit lodges, quatre auberges de jeunesse ainsi que des chambres d'hôtes, des appartements ou des villas à louer. Plus original, un camping avec non seulement des emplacements pour l'installation du matériel propre au client mais aussi des tentes pré-installées avec mini-cuisine et protégées par un toit en makuti (« chaume de cocotier ») à Bamburi ainsi que, au sud de Shelly Beach à Likoni, une propriété privée, aussi habitée par les propriétaires, de 24 ha avec piscine et plage privée et seulement quatre bungalows, munis de tout le confort matériel et fonctionnel, largement espacés les uns des autres.
Mombasa est aussi une escale pour certains navires de croisière sillonnant l'océan Indien. Si, en 2010, pas moins de vingt de ces navires avec un total de 12 000 passagers ont accosté dans le port de Kilindini, cette escale fut supprimée des catalogues entre 2011 et 2013 à cause des actes de piraterie autour de la Corne de l'Afrique et du risque d'attentat planifié par Al-Shabbaab à la suite de l'intervention militaire du Kenya en Somalie. Le premier navire à avoir refait étape à Mombasa fut le MS Nautica de l'Oceania Cruises en décembre 2013 et janvier 2014. Depuis, d'autres compagnies comme la Silversea Cruises et la Regent Seven Seas Cruises ont également réintroduit Mombasa comme port d'étape pour leur croisières.

#### Eco-Pesa et Bangla-Pesa
L'Eco-Pesa et le Bangla-Pesa (pesa signifie « monnaie » en swahili) sont des systèmes d'échange locaux matérialisés par des bons d'échange, créés par William Ruddick et introduits par l'organisation citoyenne Koru-Kenya. Chaque bon possède un numéro de série unique (somme de contrôle), un filigrane et des parties imprimées en encre invisible (ultraviolet).
L'Eco-Pesa fut lancé simultanément en mai 2010 dans les trois bidonvilles de Kisumu Ndogo, de Shauri Yako et de Mnazi Mmoja à Kongowea. Les bons d'échange d'une valeur de 5, 10 et 20 eco-pesa ont un taux de change paritaire au shilling kényan. Les bons sont fournis par l'ONG Green World Campaign aux commerçants participant au système contre payement de 80 % leur valeur faciale. Un sondage effectué en novembre 2010 auprès de tous les commerçants engagés indique que 80 % de ceux-ci ont vu leur chiffre d'affaires augmenter d'une moyenne mensuelle de 20 %.
Le Bangla-Pesa fut, lui, lancé en mai 2012 à Bangladesh, un bidonville de 18 000 habitants à Mikindani. Les bons d'échange ont une valeur de 5, 10, 20 et 50 bangla portant la mention Uchumi Mashinani (« Économie locale ») et sont acceptés partout dans le bidonville. Contrairement à l'Eco-Pesa, le Bangla-Pesa est un système de crédit mutuel qui n'est ni acheté ni converti en KES. Il est tout d'abord interdit par la Banque centrale du Kenya (Central Bank of Kenya) et des membres de Koru-Kenya et des commerçants participant au système d'échange sont arrêtés le 30 mai 2013 par la police. Ces bons d'échange sont, depuis le 10 décembre 2013, non seulement autorisés par la Banque centrale du Kenya, l'administration des poursuites pénales (Director of Public Prosecutions) et l'administration fiscale (Kenya Revenue Authority) mais aussi par le gouverneur du comté de Mombasa. Fin février 2014, le montant mensuel des bons échangés équivaut à 289 000 bangla (~ 2 425 EUR) et représente 22 % du volume des transactions financières dans le bidonville.

## Culture

### Monuments et sites classés

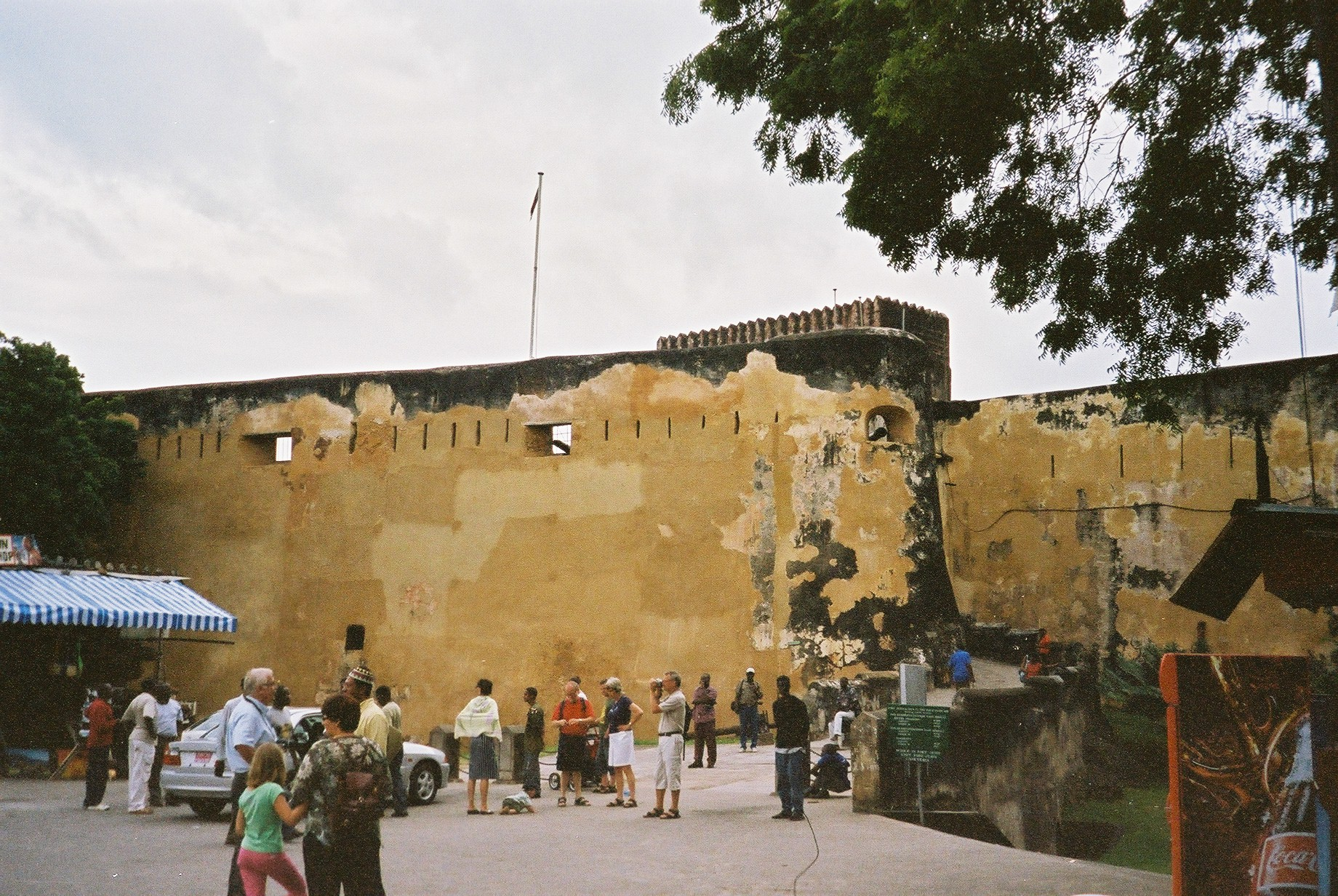
L'entrée du fort Jesus.

#### Fort Jesus
Le fort Jesus est un fort érigé entre 1593 et 1596 par les Portugais, sur l'île de Mombasa, sur ordre du roi d'Espagne et de Portugal Philippe II le Prudent afin de protéger l'entrée du port, établi sur l'île, contre les incursions incessantes des Ottomans. Son nom provient du fait que la flotte portugaise naviguait sous le drapeau de l'ordre du Christ.
Son activité militaire aura duré plus de trois cents ans. Il est inscrit, par l'UNESCO, au patrimoine mondial en tant que bien culturel depuis 2011. 167 733 visiteurs ont fréquenté le site en 2009.

#### Épave de laSanto António de Tanna
L'épave de la frégate portugaise Santo António de Tanna qui git, depuis le 20 octobre 1697 par 17 m de fond face au fort Jesus, est classée comme monument national depuis le 14 janvier 1977.

#### Parc national marin et réserve marine de Mombasa
Situé sur le récif corallien de Leven entre Bamburi Beach et l'estuaire de Mtwapa, le parc national d'une surface de 10 km2 fait partie d'une réserve marine de 200 km2 qui s'étend entre les estuaires de Mtwapa et de Tudor sur une distance de neuf milles marins depuis la plage.
Établis en 1986, le parc et la réserve sont gérés par le Kenya Wildlife Service et constituent les endroits les plus courus de la côte kényane par les plongeurs autonomes. La réserve contient, en outre, trois épaves : le FV Arab Trader, le MV Globe Star et le MV Dania. 27 872 plongeurs ont fréquenté le site en 2009.

### Manifestations culturelles et festivités
Mombasa est le lieu de plusieurs manifestations culturelles. La plus populaire est le carnaval qui se déroule chaque année en novembre. C'est un défilé coloré, formé d'une cinquantaine de chars et d'environ 3 000 carnavaliers venus des quatre coins du Kenya dans leur costume traditionnel. Il se déroule dans les rues de Mvita avec comme point de départ l'avenue Moi (Moi Avenue).
De nombreux festivals périodiques ont Mombasa pour lieu de tenue, tel le Festival du film européen organisé par l'Alliance française, début juin dans ses locaux de l'avenue Moi, qui en est à sa 8e édition en 2013. Une des phases éliminatoires régionales du Festival national scolaire de théâtre (National School and Colleges Drama Festival) organisé par le ministère de l'Éducation tient place chaque année à Mombasa ; la phase finale 2013 s'y est également déroulée au mois d'avril dans le domaine de la résidence présidentielle (State House).
Mombasa attire aussi les artistes en quête d'exposition. Ainsi, en janvier 2006, l'artiste urbain français Space Invader a déposé dix de ses créations éphémères dans les rues de la ville.
Le seul musée de Mombasa est celui du fort Jesus. Consacré à l'architecture, l'histoire et les techniques, il a accueilli, en 2009, 167 733 visiteurs, ce qui, depuis 2002 et après le musée national de Nairobi, en fait le deuxième musée le plus visité au Kenya.
À côté du fort Jesus, se trouve le centre culturel public de Mombasa (Swahili Cultural Center). Créé en 1993 et géré par les Musées nationaux du Kenya, le centre donne aussi des cours de façonnage d'objets selon la tradition swahilie. Malheureusement, faute d'étudiants (seulement douze étudiantes pour l'année académique 2012-2013), le centre est menacé de fermeture.
Un autre centre culturel, fonctionnant avec des fonds privés celui-là, est l'Atelier et centre culturel de Bombolulu (Bombolulu Workshops & Cultural Centre). Fondée en 1969 et implantée à la limite du bidonville de Kisauni dans la division administrative de Nyali, cette association à but non lucratif présente des spectacles de danses traditionnelles kényanes, des défilés de mode et offre un emploi ainsi qu'une protection sociale à 150 adultes atteints d'un handicap physique.

### Architecture
- Certaines ruines associées au fort Jesus et datant de la même époque sont encore visibles. La mieux conservée est la petite fortification du Fer à cheval (Horse Shoe Fort) appelée ainsi à cause de sa forme et située en bordure de l'océan au sud du terrain de golf de Mvita (Florida Golf Course). Plus proche du fort Jesus, au cap Serani, se trouve une autre petite fortification, le fort Saint-Joseph (Santo Joseph Fort), jouxtant les ruines de la chapelle Notre-Dame-de-la-Merci (Capela de Nossa Senhora das Merces) construite en 1598 par des moines missionnaires de l'ordre de Saint-Augustin.
- La vieille ville de Mombasa, c'est-à-dire les quartiers de Makadara et de Nzizima, est un exemple typique d'architecture swahilie avec une ambiance beaucoup plus paisible que dans le reste de la ville. Elle a été soumise à l'UNESCO par les musées nationaux du Kenya en 1997 pour faire partie du patrimoine mondial[149].
- Les nombreuses mosquées parsemées dans la vieille ville et dont la plus ancienne est la mosquée dite de Bohora ainsi que les mandirs dont celui de Shri Kutch Satsang, bâti en 1957, qui est le plus ancien mandir de la secte hindoue Swaminarayan construit hors de l'Inde[150] mais aussi la Mombasa Memorial Cathedral de l'église anglicane à l'architecture arabe.
- Les tusks (des défenses d'éléphants géantes) en aluminium qui bordent l'avenue Moi (Moi Avenue). Elles furent érigées en 1956 en l'honneur de la visite de la princesse Margaret et constituent aujourd'hui encore l'un des monuments les plus caractéristiques de l'identité de Mombasa.
- La stèle, dans le quartier de Mkomani à Nyali, qui marque l'endroit où débarqua Vasco de Gama le 7 avril 1498.
- Le parc Haller à Bamburi, parc zoologique et de loisirs de 75 ha caractérisé par une importante biodiversité, conçu et réalisé en 1984, par le naturaliste suisse René Haller sur un ancien site carrier. 137 334 visiteurs ont fréquenté le site en 2009[SA 16].
- Le Mamba Village (mamba signifie « crocodile » en swahili) à Nyali, parc de loisirs où l'attraction principale est une ferme ou sont élevés environ 10 000 crocodiles.
- Les plages de sable blanc qui s'étirent sur presque toute la totalité du littoral du comté, et les eaux calmes du lagon protégé par la barrière de corail.
- Les mangroves formées par les fleuves Kombeni et Tsalu et qui s'étendent sur 8 km2 avant de modeler l'estuaire de Tudor Creek[151]. Les principales espèces végétales rencontrées sont le Rhizophora mucronata, l'Avicennia marina et le Sonneratia alba. D'autres mangroves existent aussi sur les fleuves donnant naissance à l'estuaire de Port Reitz mais celles-ci sont polluées par les activités du port de Kilindini.

### Folklore et traditions locales
La pratique du taarab est une tradition nuptiale, datant de la fin du XIXe siècle et en provenance de Zanzibar, qui reste très ancrée à Mombasa. Après une période d'oubli dans les années 1960, c'est la chanteuse Zuhura Swaleh qui l'a remis au goût du jour. La musique est maintenant aussi jouée régulièrement, en dehors de la tradition, dans les boîtes de nuit et soirées pseudo-folkloriques des hôtels et centres de villégiature.
Question culinaire, s'il est une tradition, c'est l'incorporation de la noix de coco dans la plupart des recettes de cuisine comme le wali ya tui (« riz basmati au lait de coco »), le kuku wa kupaka (« poulet au lait de coco »), les mahamri (« biscuits de noix de coco ») qui fait la particularité de toute la côte kényane.
Le carnaval de Mombasa qui se déroule en novembre dans les rues de Mvita est un défilé coloré, formé d'une cinquantaine de chars et d'environ 3 000 carnavaliers venus des quatre coins du Kenya dans leur costume traditionnel et dont le départ est toujours l'avenue Moi (Moi Avenue).
Si les habitants de Mombasa ont pour habitude de se retrouver sur la plage à toutes occasions (fête nationale, Noël, réveillon de la Saint-Sylvestre, carnaval…), une pratique récente est le mariage sur la plage.
Comme dans toute station touristique, les magasins et échoppes vendant des objets plus ou moins d'artisanat local sont légion.

### Mombasa dans les arts et la culture

#### Littérature
- Out of Africa, traduit en français par Yvonne Manceron sous le titre La Ferme africaine, où l'écrivaine danoise Isak Dinesen (sous le nom de « Karen von Blixen ») décrit Mombasa au début du XXe siècle dans le récit de ses séjours au Kenya. Son roman fut adapté en 1985 au cinéma par Sydney Pollack dans le film Out of Africa (titre français Souvenirs d'Afrique).

#### Télévision
- Strike Back, série d'action américano-britannique adaptée des romans de Chris Ryan et dont une partie se déroule à Mombasa.

#### Cinéma
- Au sud de Mombasa (titre original Beyond Mombasa) adapté au cinéma en 1956 par George Marshall d'après The Mark of the leopard de James Eastwood[153]. Film d'aventure tourné à Mombasa et ses environs.
- Inception de Christopher Nolan sorti en 2010 où Mombasa tient une place secondaire, elle est seulement citée car le lieu de tournage est en réalité Tanger au Maroc.
- Paradis : Amour (titre original Paradies: Liebe) d'Ulrich Seidl sorti en 2012. Le film décrit la réalité du tourisme sexuel d'européennes riches et âgées dans les quartiers balnéaires de la région de Mombasa.

#### Jeux vidéo
- Mombasa, jeux de mah-jong développé en 1994 par Glenn Wichman pour Macintosh[154].
- La série de science-fiction Halo développée depuis 2001 par Bungie Studios pour Microsoft Studios. Une partie de la saga se déroule dans Mombasa, qui a été redessinée et rebaptisée Nouvelle Mombasa.
- Mombasa 3D Race, jeu en ligne gratuit de course en pseudo 3D conçu par African Games pour Racing Games[155].

#### Musique
- La chanson Mombasa
  - fait partie de l'album Sargam sorti en 1950. Elle est interprétée par le chanteur-compositeur Chitalkar (en) et la chanteuse-comédienne Lata Mangeshkar. L'album reprend toutes les chansons du film homonyme[156].
  - est le plus grand succès de la chanteuse finlandaise Taiska (fi). Sortie en 1975, elle fait partie de l'album éponyme sorti en 1996.
  - est une chanson du groupe kényan Safari Sound Band parue en 1995 sur l'album The Best of African Songs.
  - est une chanson du chanteur-compositeur congolais Nyboma. Elle est parue en 1997 sur l'album Lipwa Lipwa.
  - est une composition du guitariste Tommy Emmanuel parue en 2002 sur l'album Only.
  - est une musique composée par Hans Zimmer en 2010 pour le film Inception[157].
- La chanson Mombasa moon est une chanson du groupe Safari Sound Band parue en 1999 sur l'album éponyme.
- Warren Zevon y fait référence dans sa chanson Roland The Headless Thompson Gunner (en).
- Le Mombasa Roots Band est un orchestre kényan fondé par trois frères natifs de Mombasa. Créé en 1977, le groupe est toujours actif.
- Mombasa était un groupe de jazz fusion fondé en 1973 en Allemagne[158].

## Personnalités liées à la ville

### Nées à Mombasa
- Thomas Risley Odhiambo (1931 - 2003 Nairobi), entomologiste connu pour ses travaux sur le contrôle des insectes par des méthodes non chimiques. il est à l'origine du système push-pull.
- Fadhili William (1938 - 2001 Nairobi), musicien-chanteur-compositeur. Il a introduit l'utilisation de la guitare électrique et le twist en Afrique de l'Est. Il est aussi le compositeur de la chanson Malaïka.
- Abdilatif Abdalla (° 1946), écrivain, professeur d'université et contestataire politique.
- Ayub Ogada (° 1952), musicien-chanteur-compositeur connu pour avoir composé deux chansons du film The Constant Gardener.
- Stephen Lloyd (° 1957), homme politique britannique membre du parti des Démocrates libéraux.
- La femme d'affaires et femme politique Esther Passaris est née à Mombasa.
- Janet Mbugua (° 1984), présentatrice de journal télévisé et actrice.
- Martina Pinto (it) (° 1989), actrice italienne.

### Ayant vécu à Mombasa
- La baronne Karen Blixen et femme de lettres danoise s'est mariée à Mombasa.
- Mombasa Roots Band, groupe musical d'afropop fondé par trois frères natifs de Mombasa. Créé en 1977, le groupe est toujours actif.
- L'écrivain britannique Roald Dahl qui a travaillé pour la Shell Company à Mombasa (expérience qu'il relate dans son autobiographie « Moi, Boy »).

### Décédée à Mombasa
- Boniface Lele (1947 Kyangwithya - 2014)[159], archevêque de l'archidiocèse de Mombasa entre 2005 et 2013.

### Voyageurs et résidents
- Dans son histoire, Mombasa a été visitée par de nombreux pionniers de l'exploration maritime, comme les Arabes Al Idrissi (1151) et Ibn Battûta (ca 1330), le Chinois Zheng He (ca 1418 et ca 1422) ou encore les Portugais Vasco de Gama (1498), Francisco de Almeida et João da Nova (1505).
- René Haller (° 1933 Lenzburg), naturaliste suisse concepteur et créateur du parc Haller à Bamburi.
- Tim McClanahan (° 1957 Wallingford), écologue marin américain qui réside et travaille à Mombasa depuis 1991[160].

## Jumelages
| Mombasa a conclu un accord de coopération décentralisée avec Honolulu, Seattle et Long Beach. Cet accord concerne l'appui institutionnel ainsi que les échanges scolaires et culturels. | \| Mombasa \| |
| Mombasa |               |

### Héraldique et drapeau
|  | Armoiries de la cité de Mombasa Blasonnement : Écu : D'argent à un bateau du même à la voile d'azur sur une mer du même, au chef de sable chargé de deux châteaux d’argent. Support : Devise : Mlango wa Kenya (« Porte du Kenya ») Source du blasonnement : mombasacity.go.ke |

|  | Drapeau de Mombasa · Parti d'or et d'azur, sur le tout, aux armes de Mombasa. · |